# Teatro de ópera

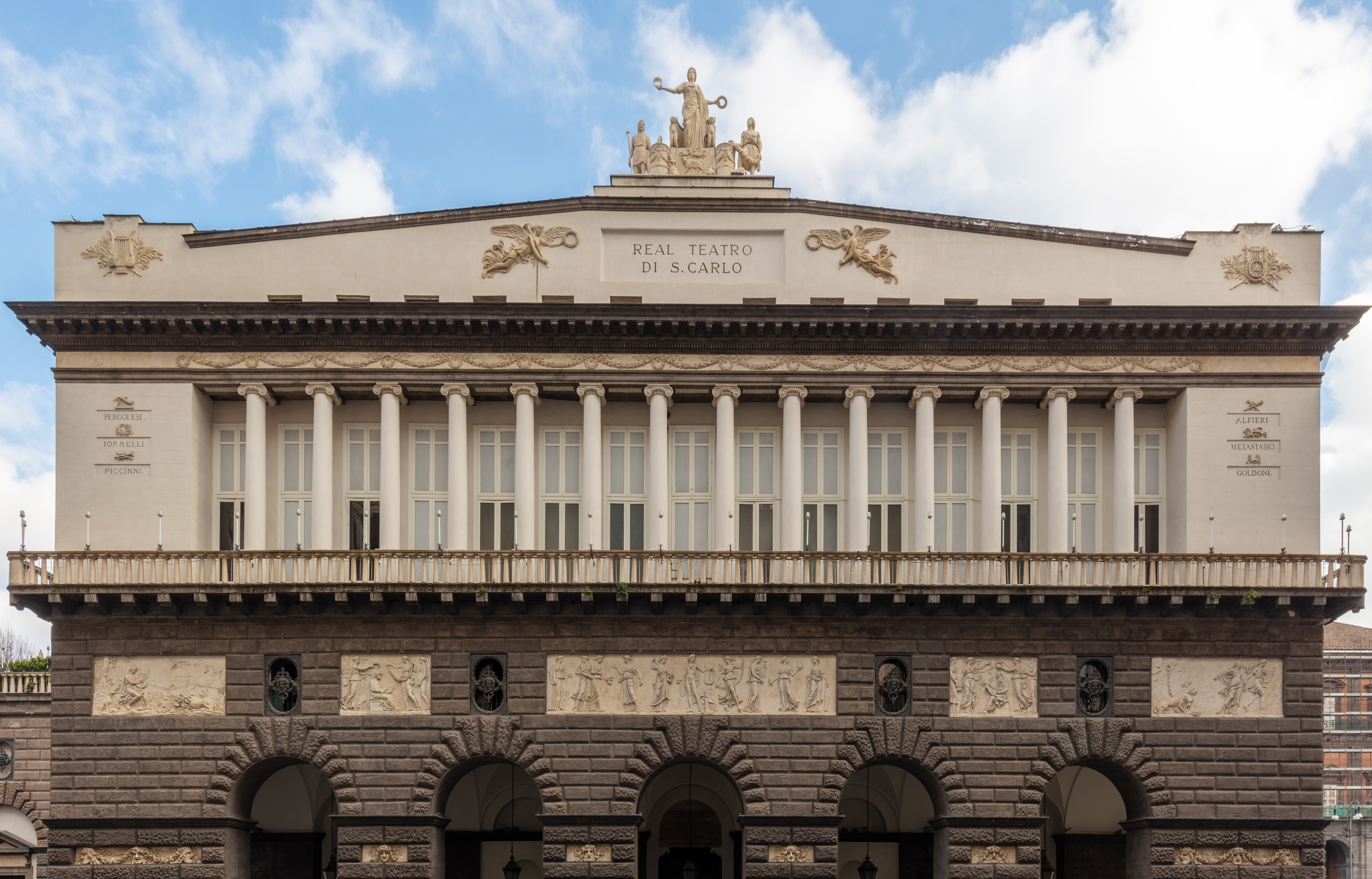
O Teatro San Carlo, em Nápoles, é o mais antigo teatro de ópera em funcionamento, e serviu de modelo a numerosas salas por todo o Mundo, incluindo o Teatro Nacional de São Carlos, em Portugal.

Um teatro de ópera ou casa de ópera é um edifício especialmente concebido para a representação de peças de ópera. O espaço é geralmente concebido especificamente para tal, embora a interpretação de outras artes cénicas também seja possível. Um bom exemplo é a Ópera de Sydney. Em muitos teatros de ópera, a temporada de ópera é seguida pela temporada de ballet.
A primeira sala de opera pública foi o Teatro San Cassiano de Veneza, que abriu portas em 1637. A Itália, país cuja tradição de ópera é popular desde há séculos, tem um grande número de casas de ópera. 
O mais antigo teatro de ópera ainda em funcionamento é o Teatro San Carlo, em Nápoles, inaugurado em 1737. Esta sala que serviu de modelo de inspiração para a construção do único teatro de ópera em Portugal, o Teatro Nacional de São Carlos, em Lisboa, que toma inclusive o nome da ópera napolitana, tendo sido inaugurado em 1793.

## Galeria

Theatro Municipal de São Paulo.
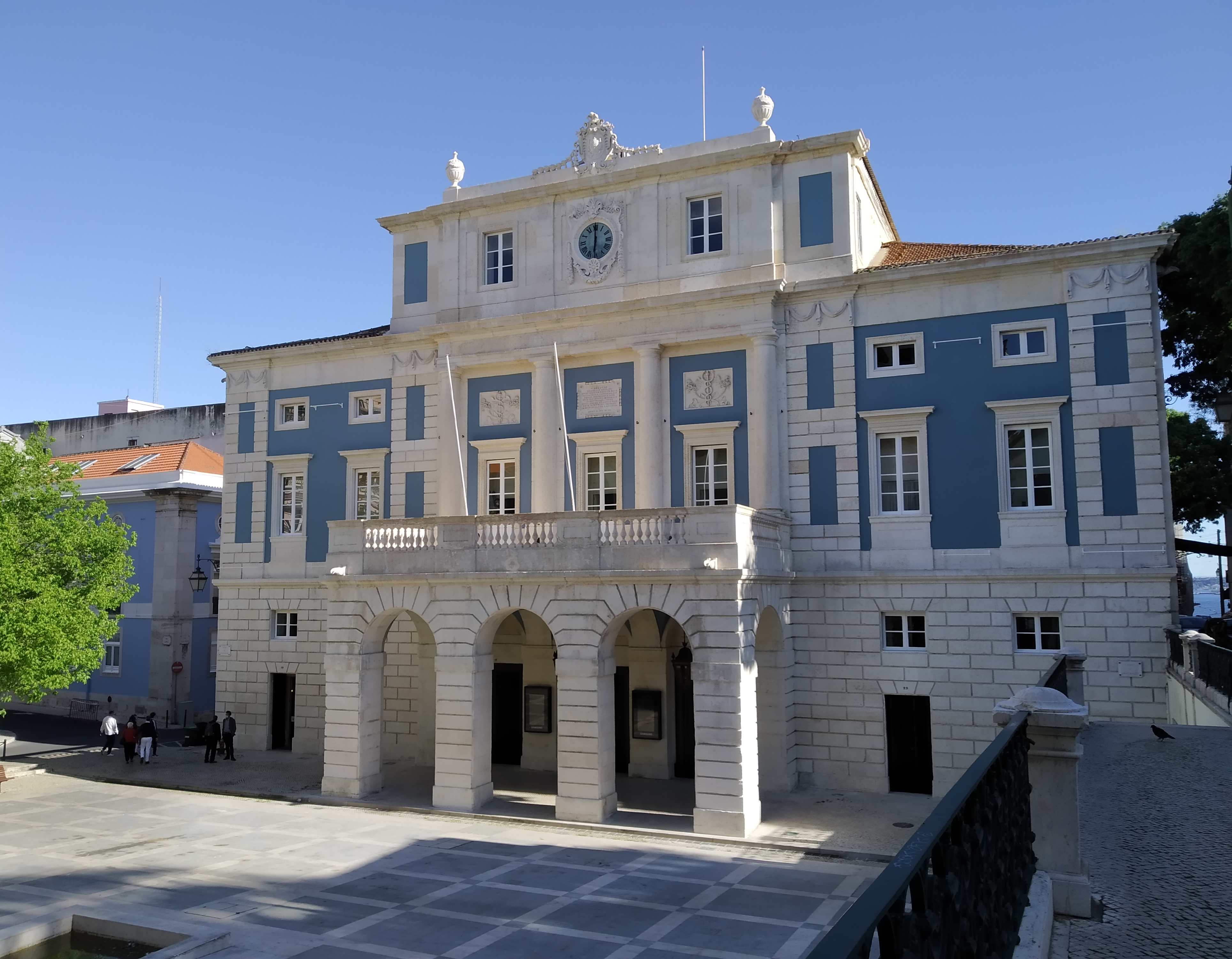
Teatro Nacional de São Carlos, a Ópera de Lisboa.
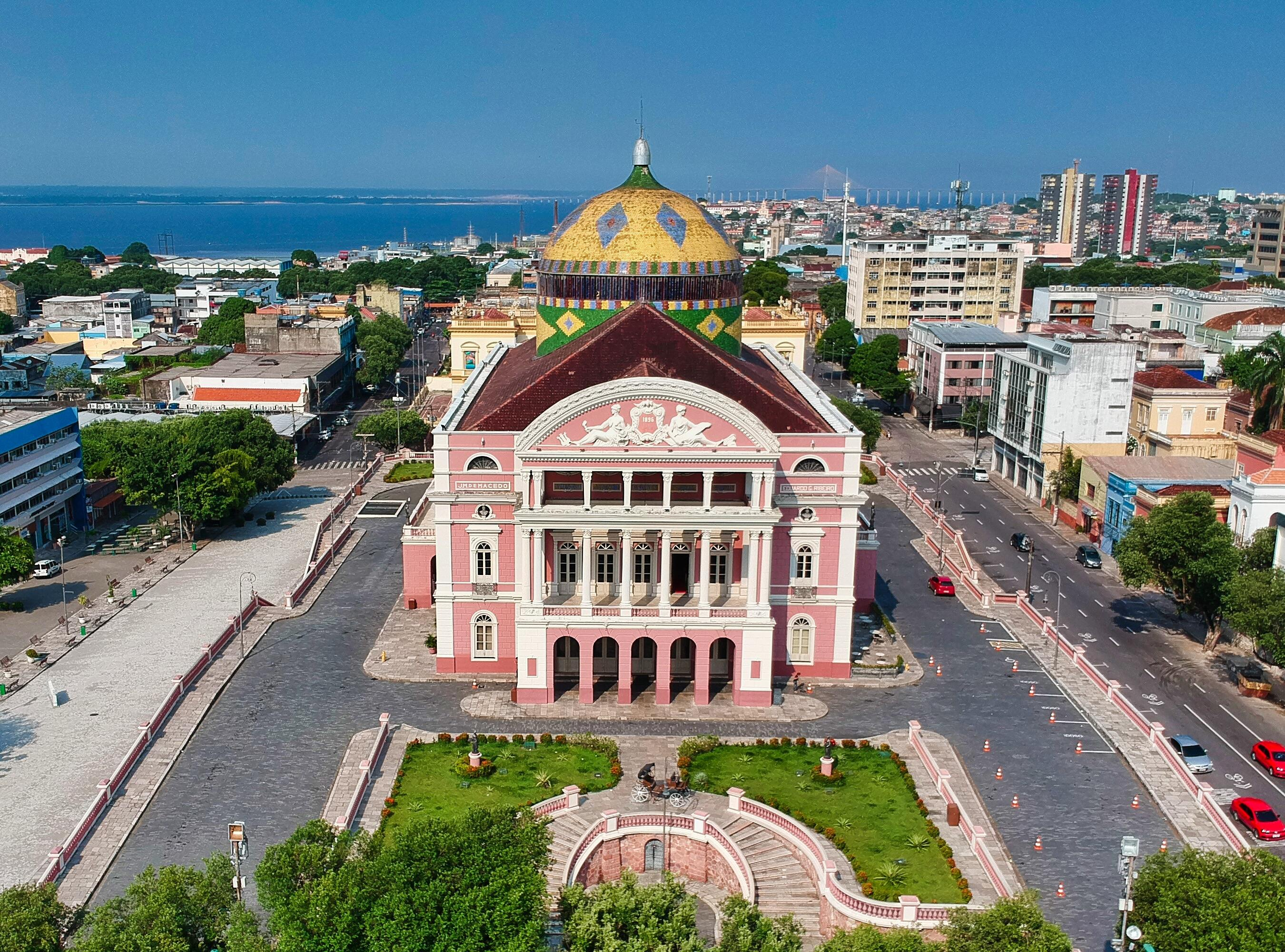
Teatro Amazonas, em Manaus.
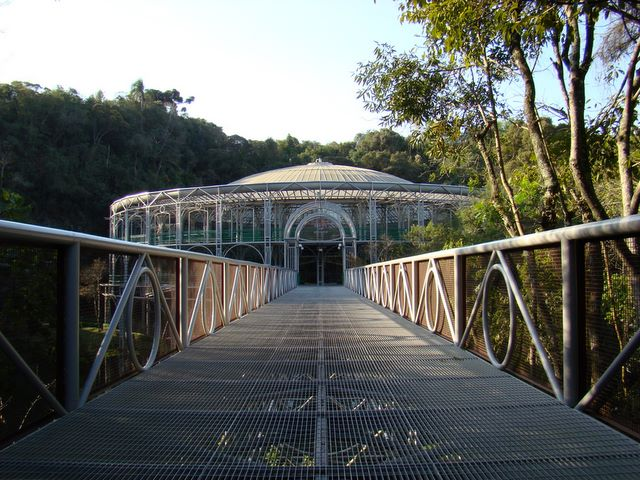
A Ópera de Arame, em Curitiba.
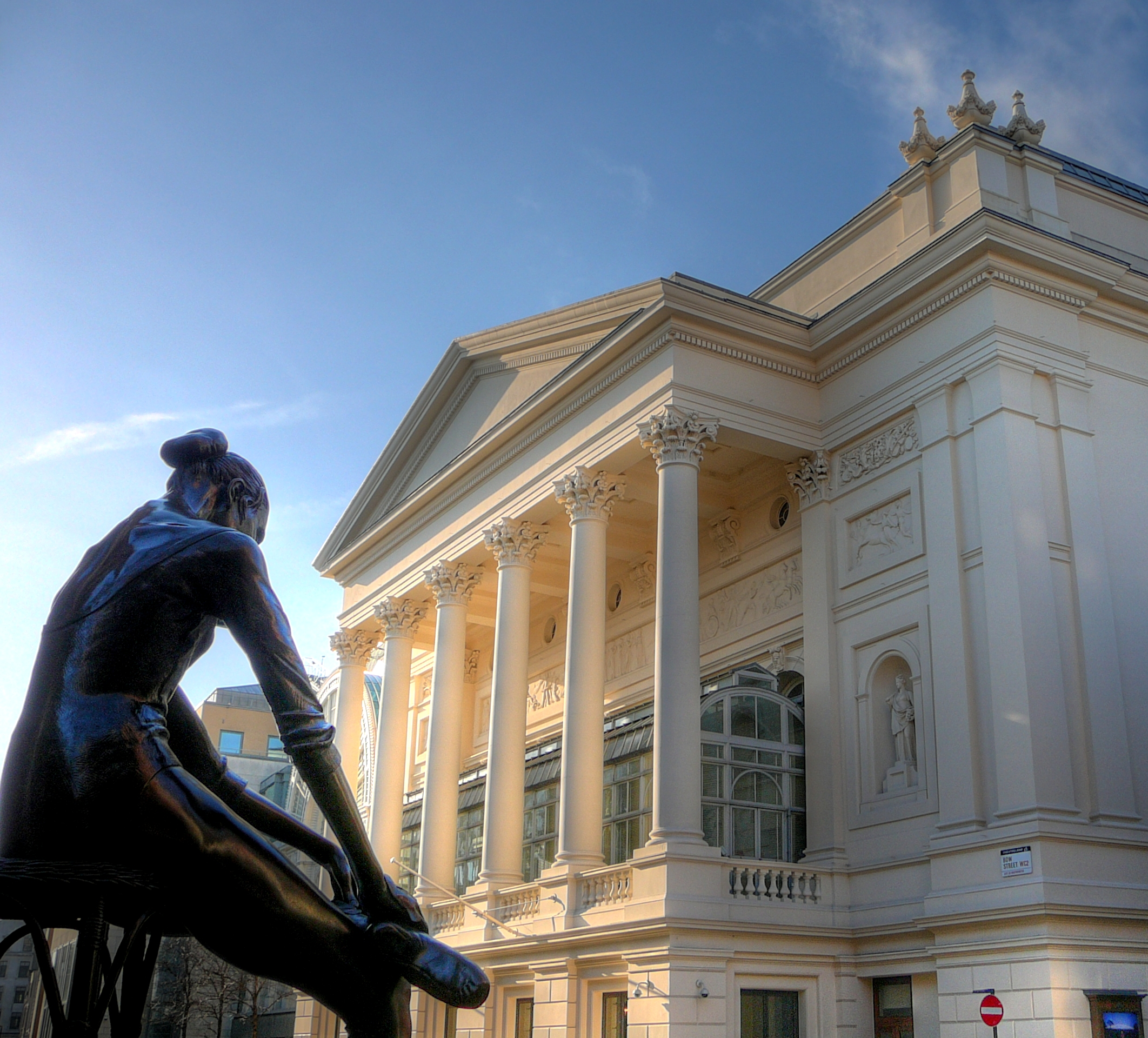
Royal Opera House (Covent Garden), Londres.
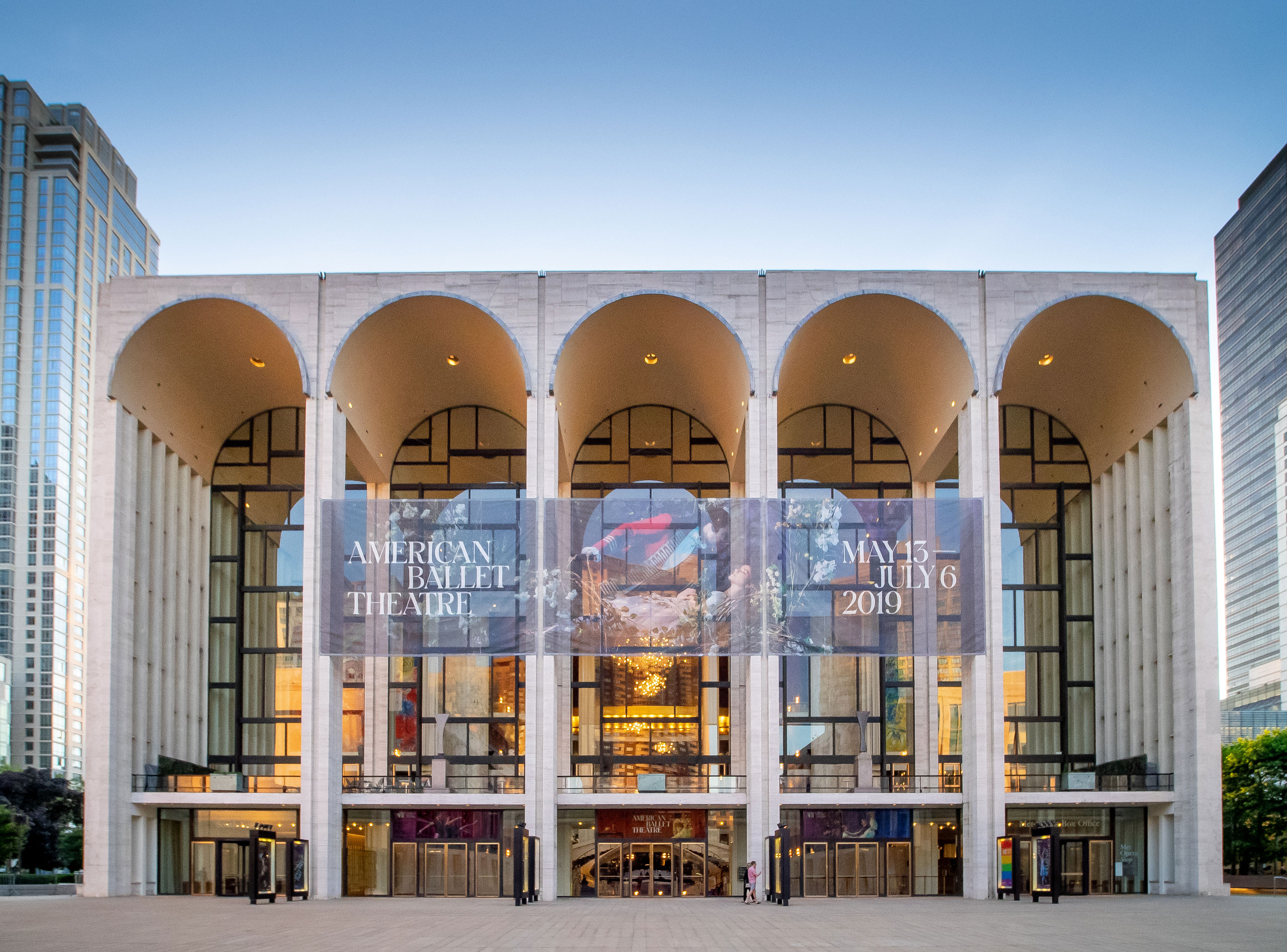
Metropolitan Opera House no Lincoln Center, Nova York.
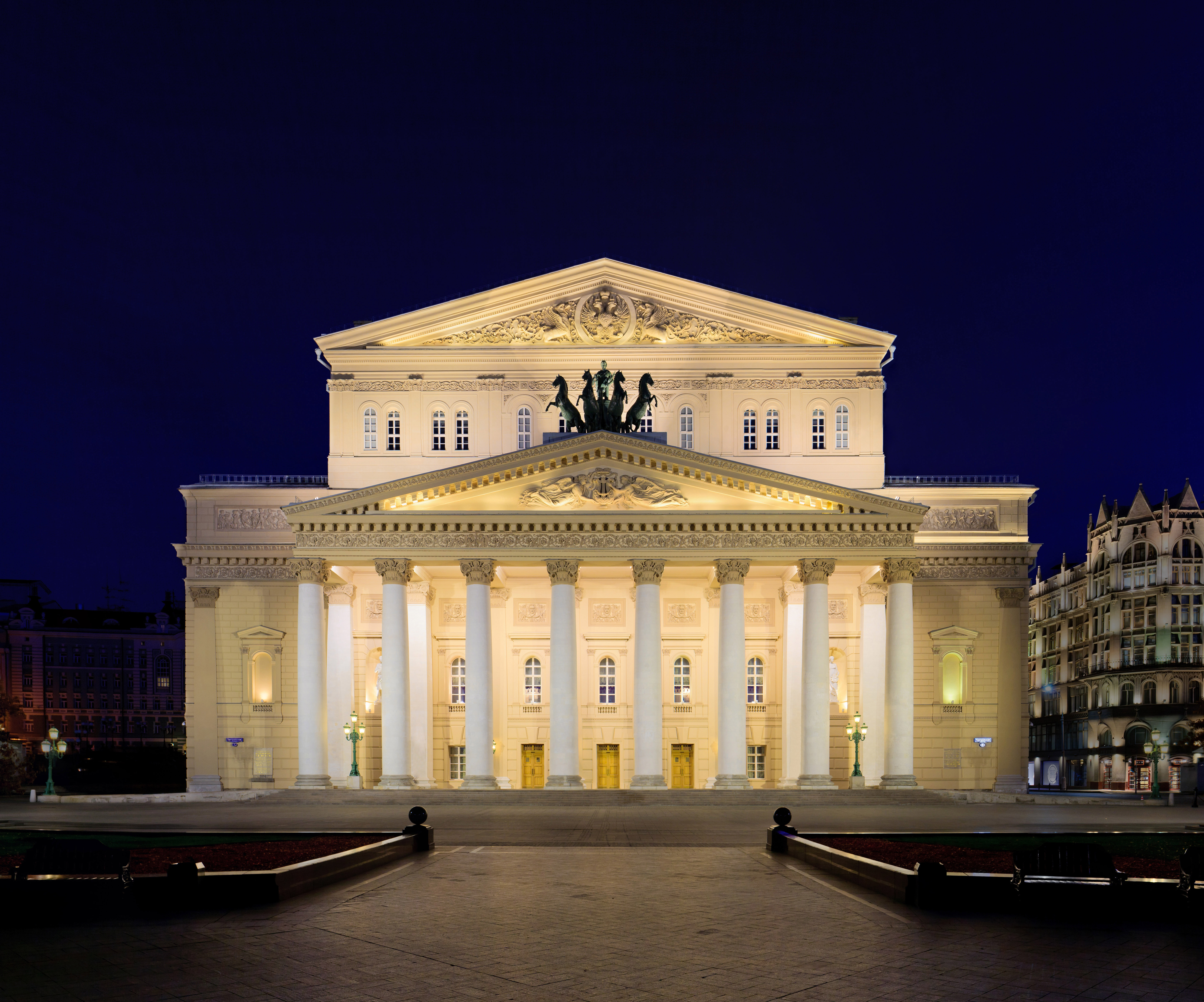
Teatro Bolshoi, de Moscovo.
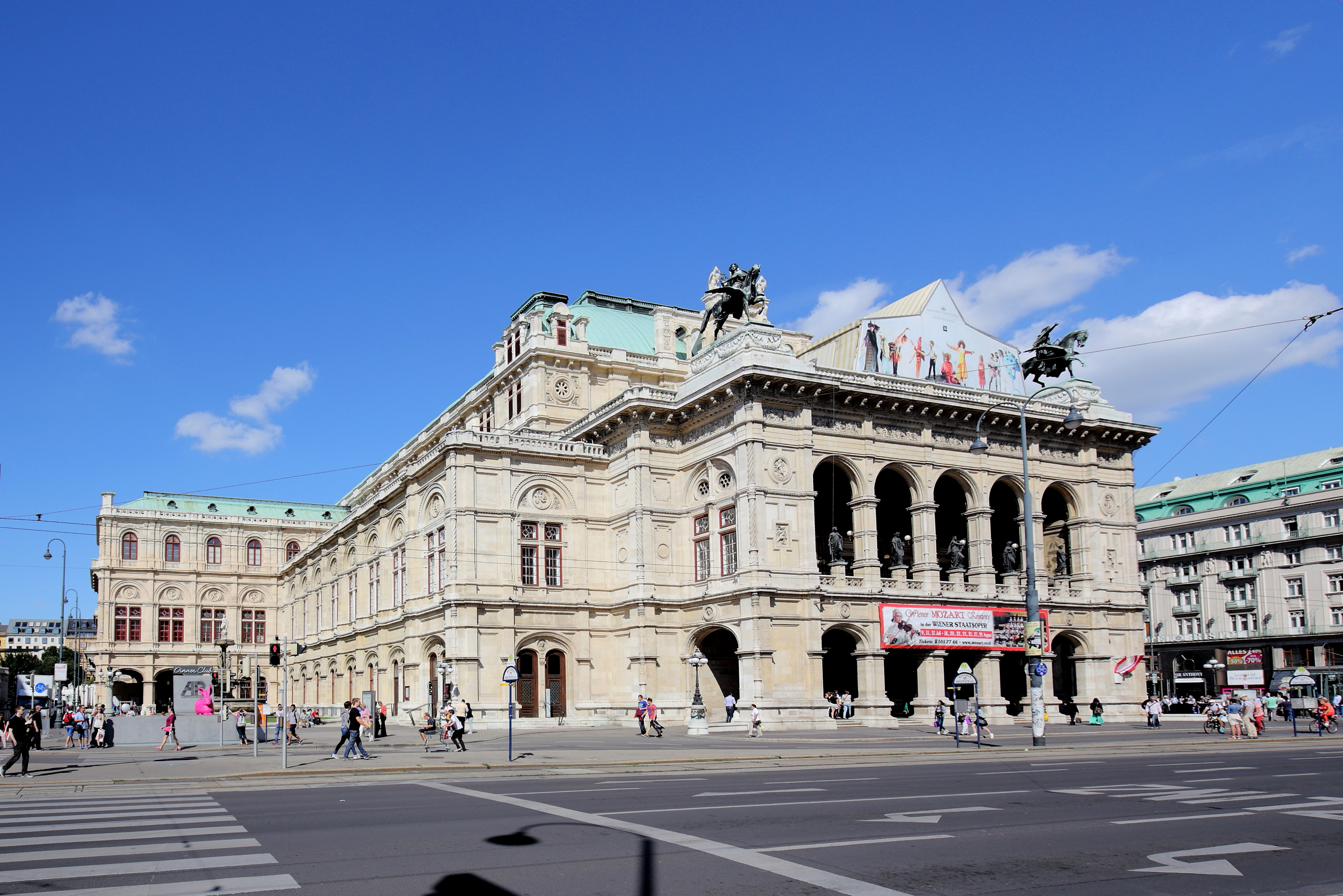
A Ópera Estatal de Viena (Staatsoper), em Viena.
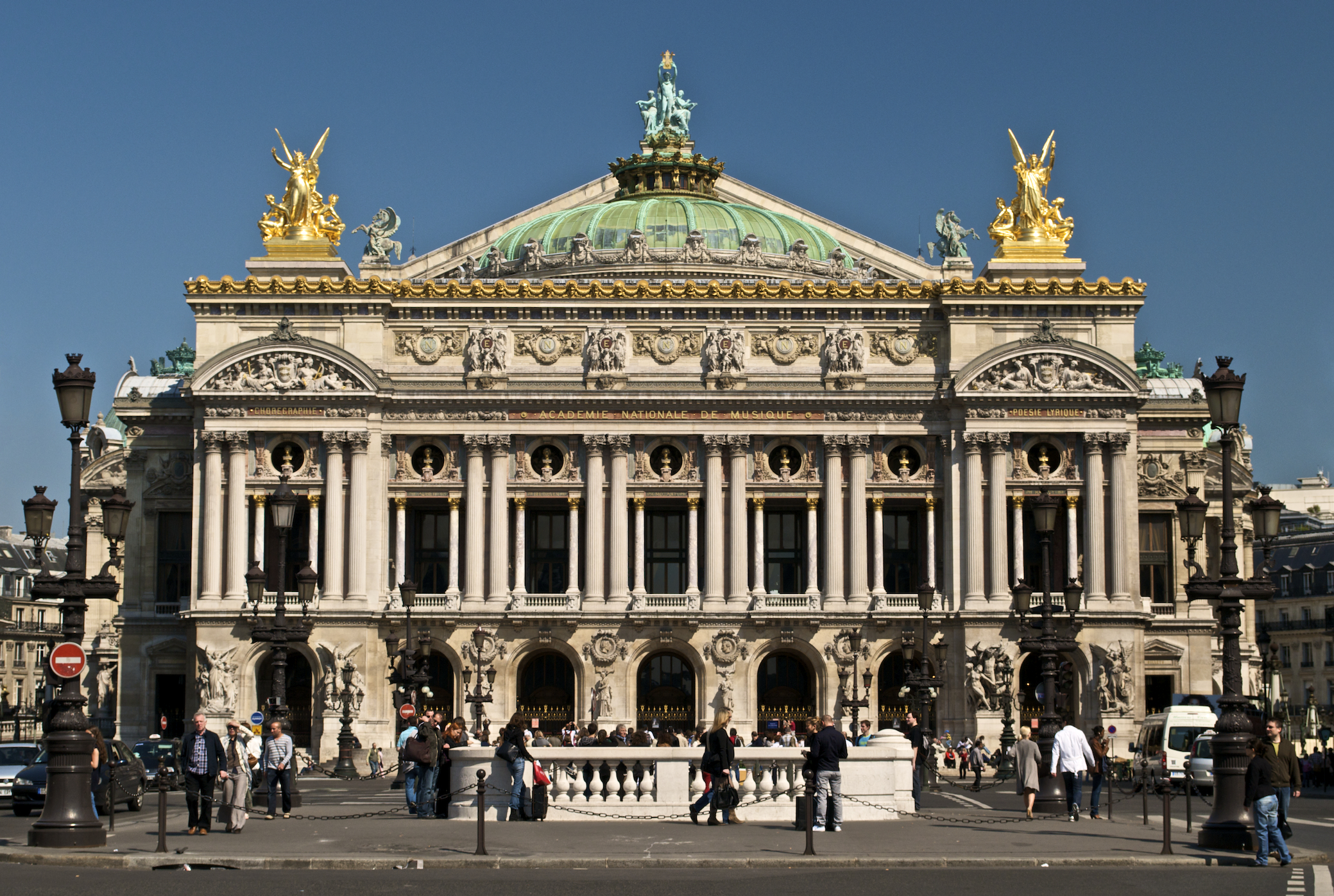
Ópera Garnier, em Paris.
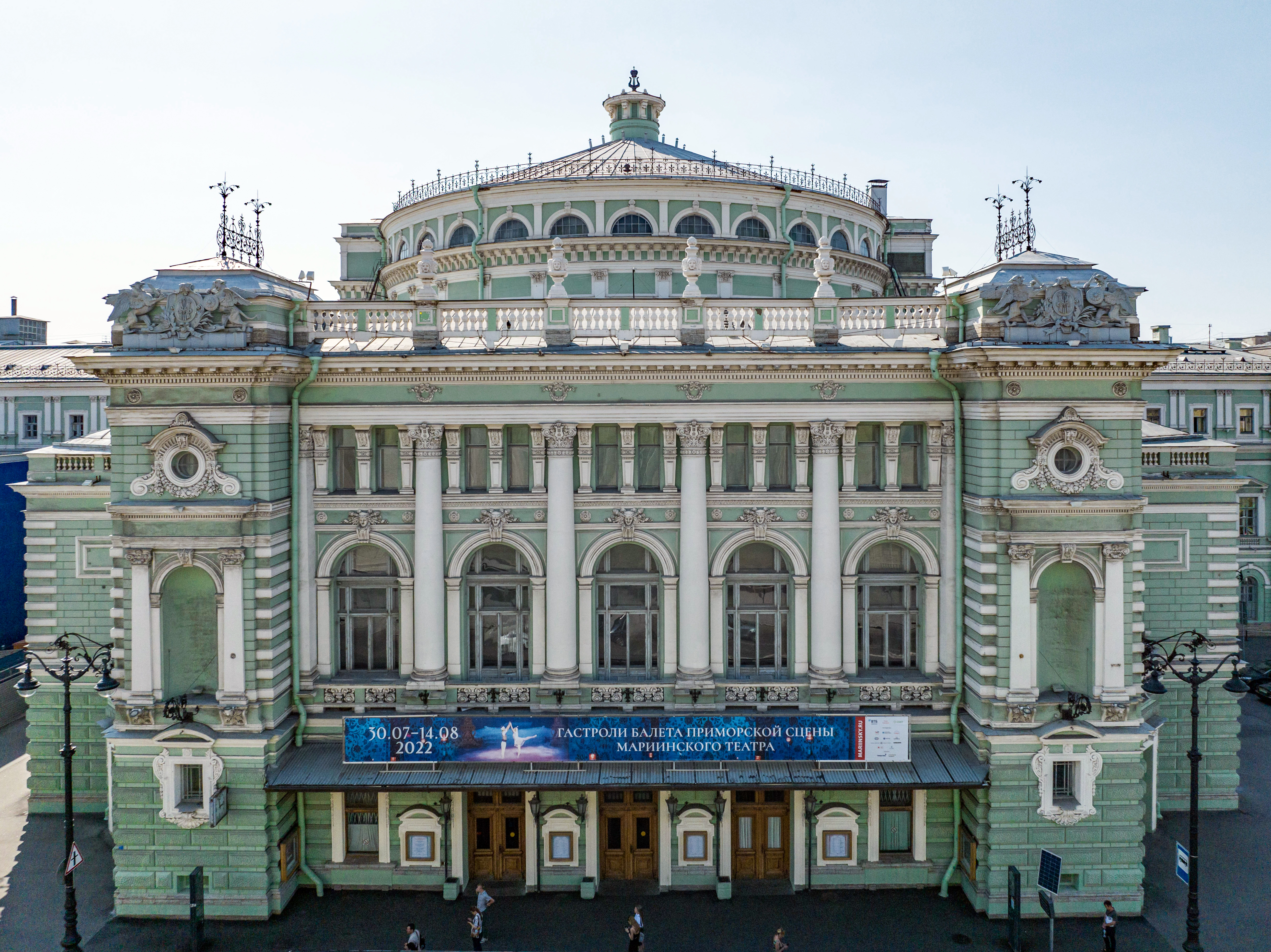
Teatro Mariinski, São Petersburgo.
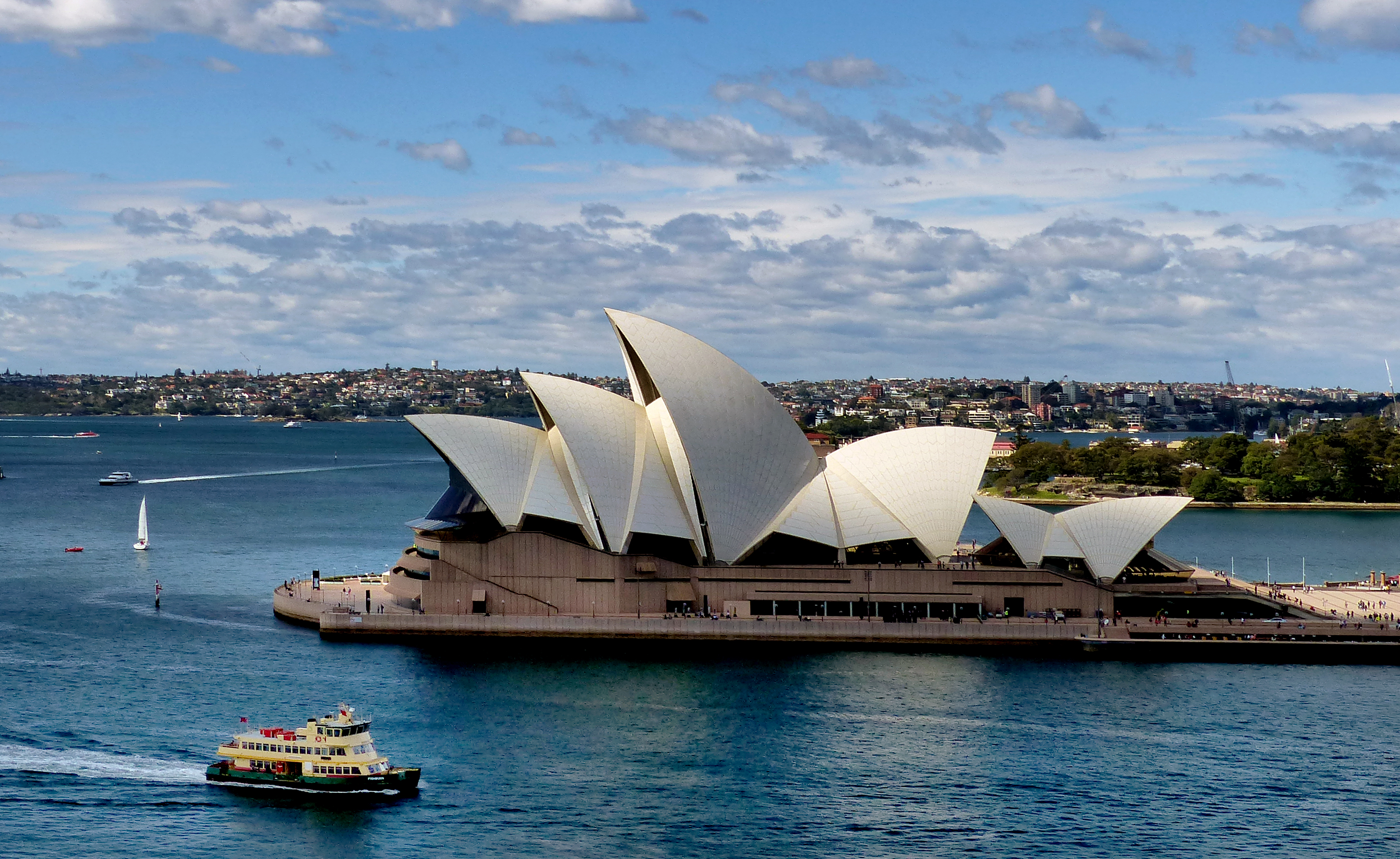
Ópera de Sydney.
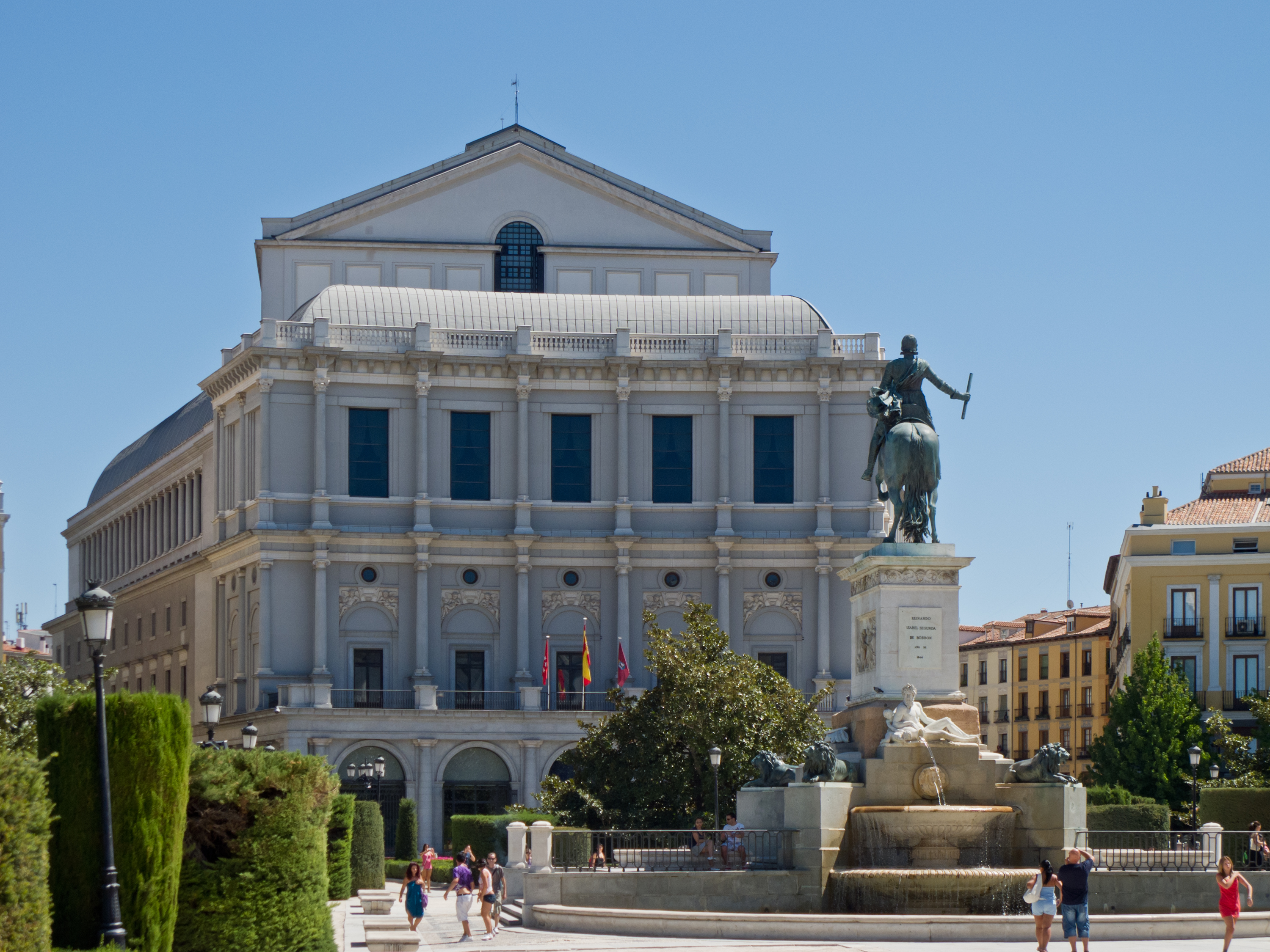
Teatro Real (Madrid).
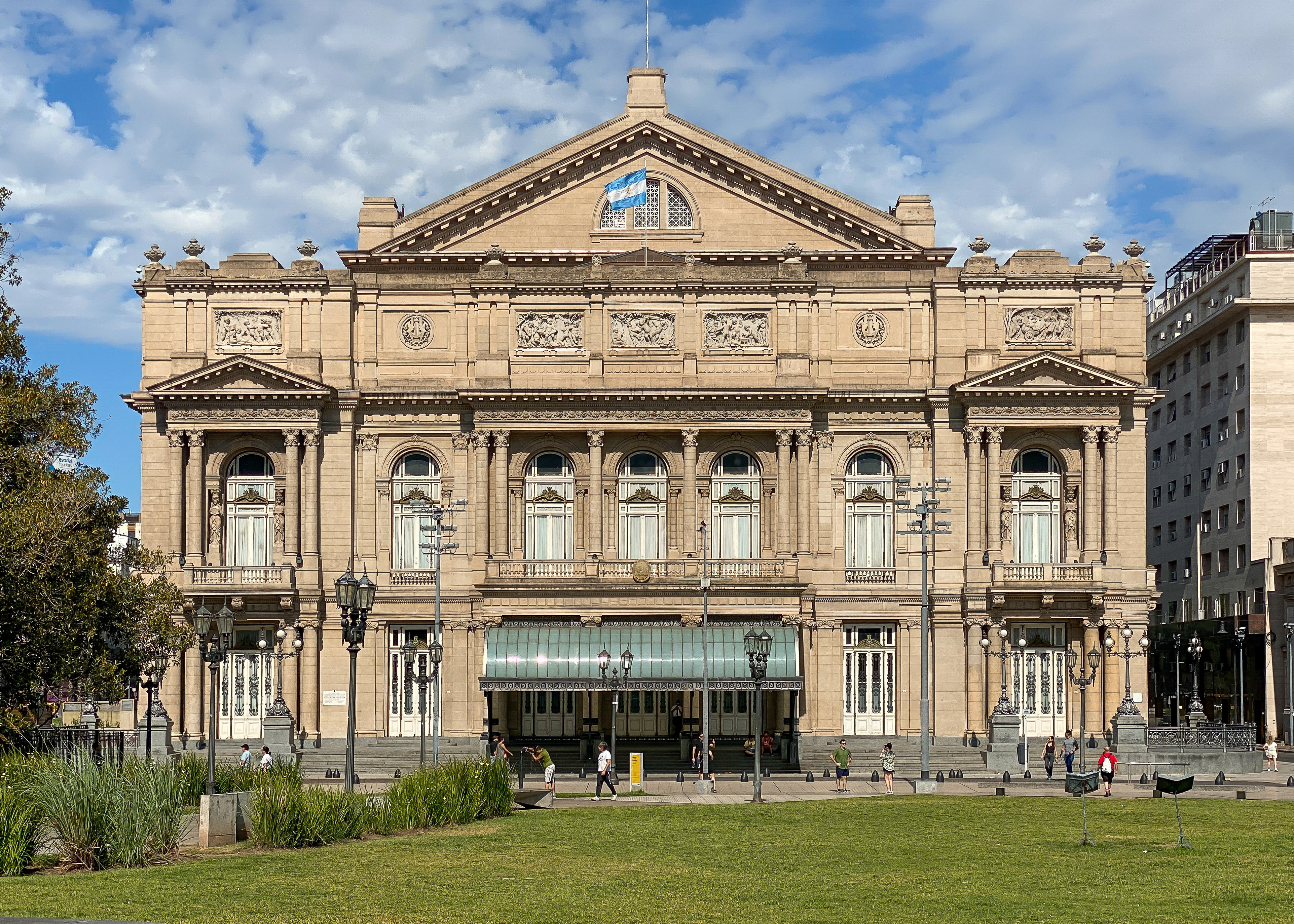
Teatro Colón, Buenos Aires, Argentina.
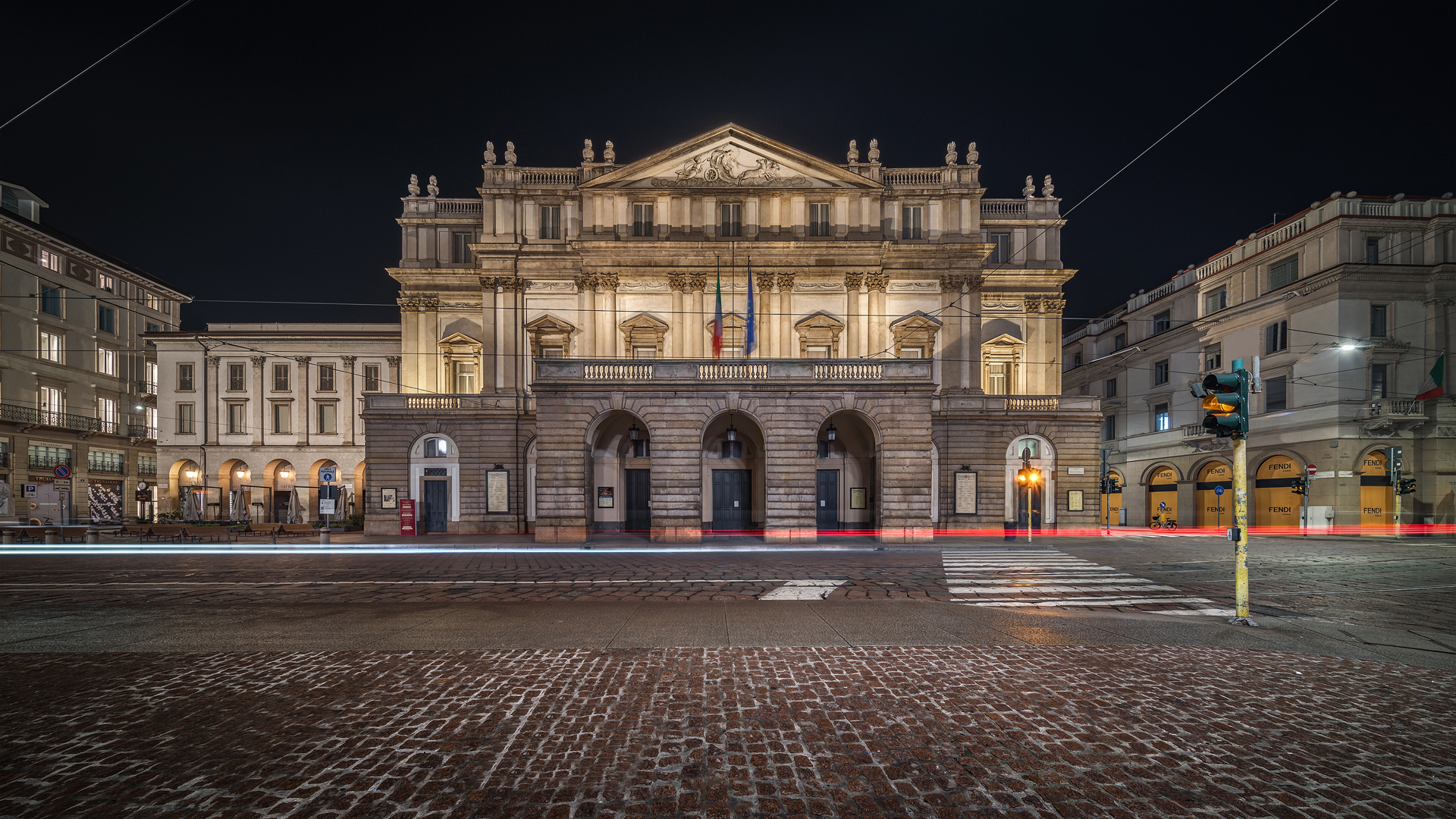
Teatro alla Scala, Milão.
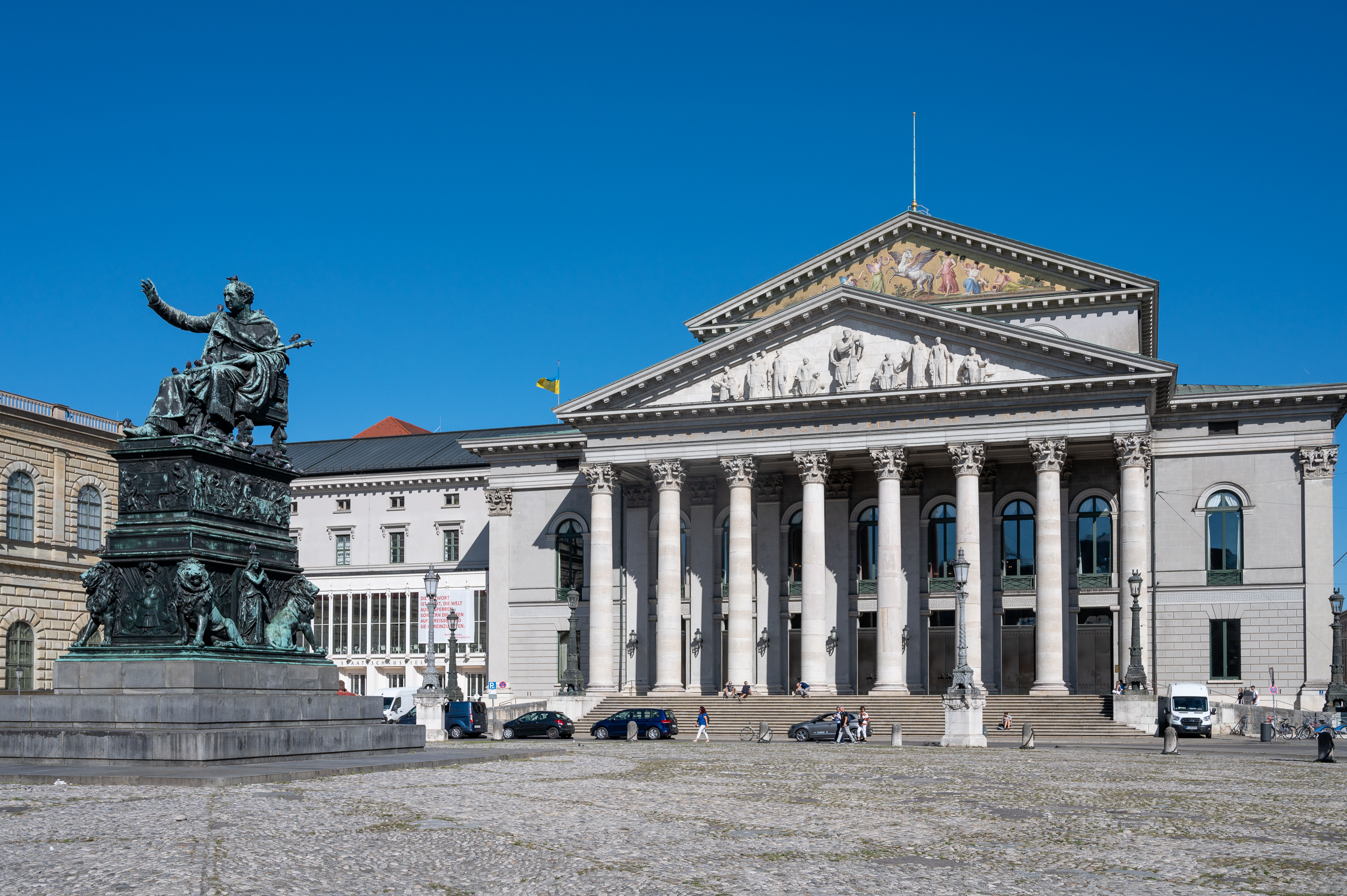
Teatro Nacional (Munique).
Ópera de Oslo.
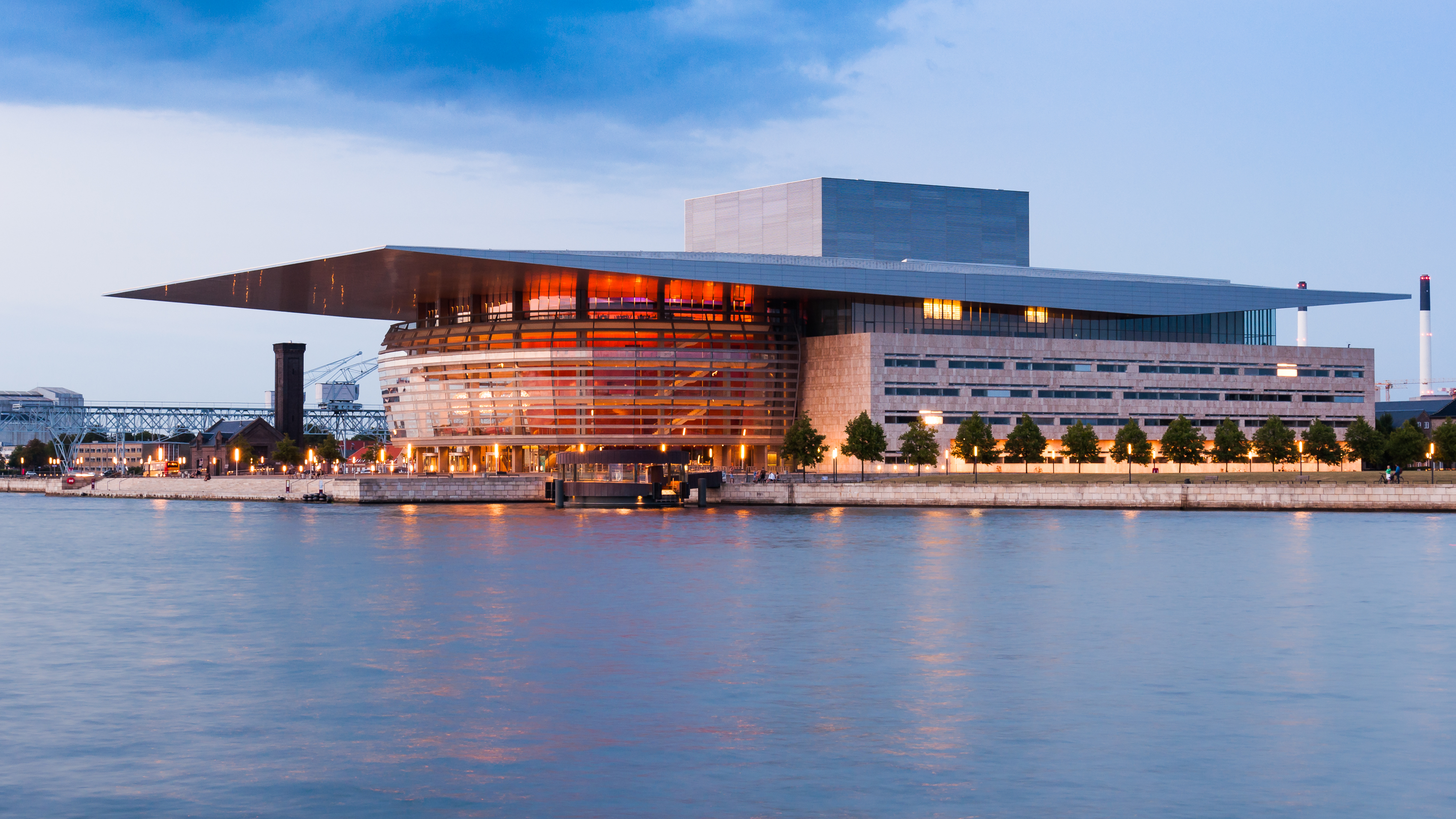
A Copenhagen Opera House, Dinamarca.
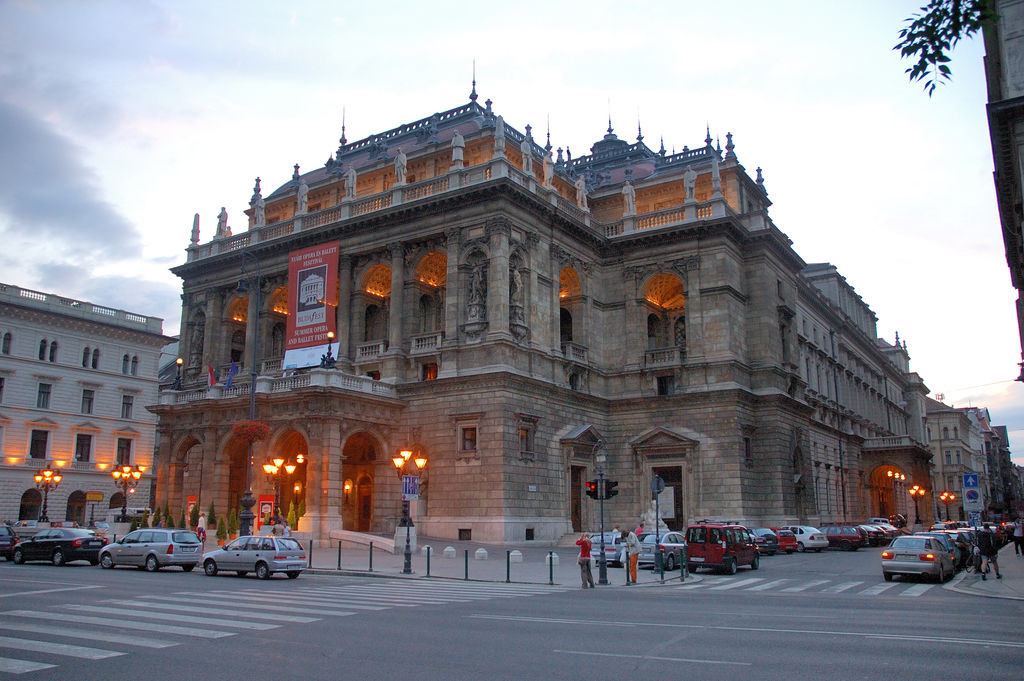
Ópera Estatal Húngara.
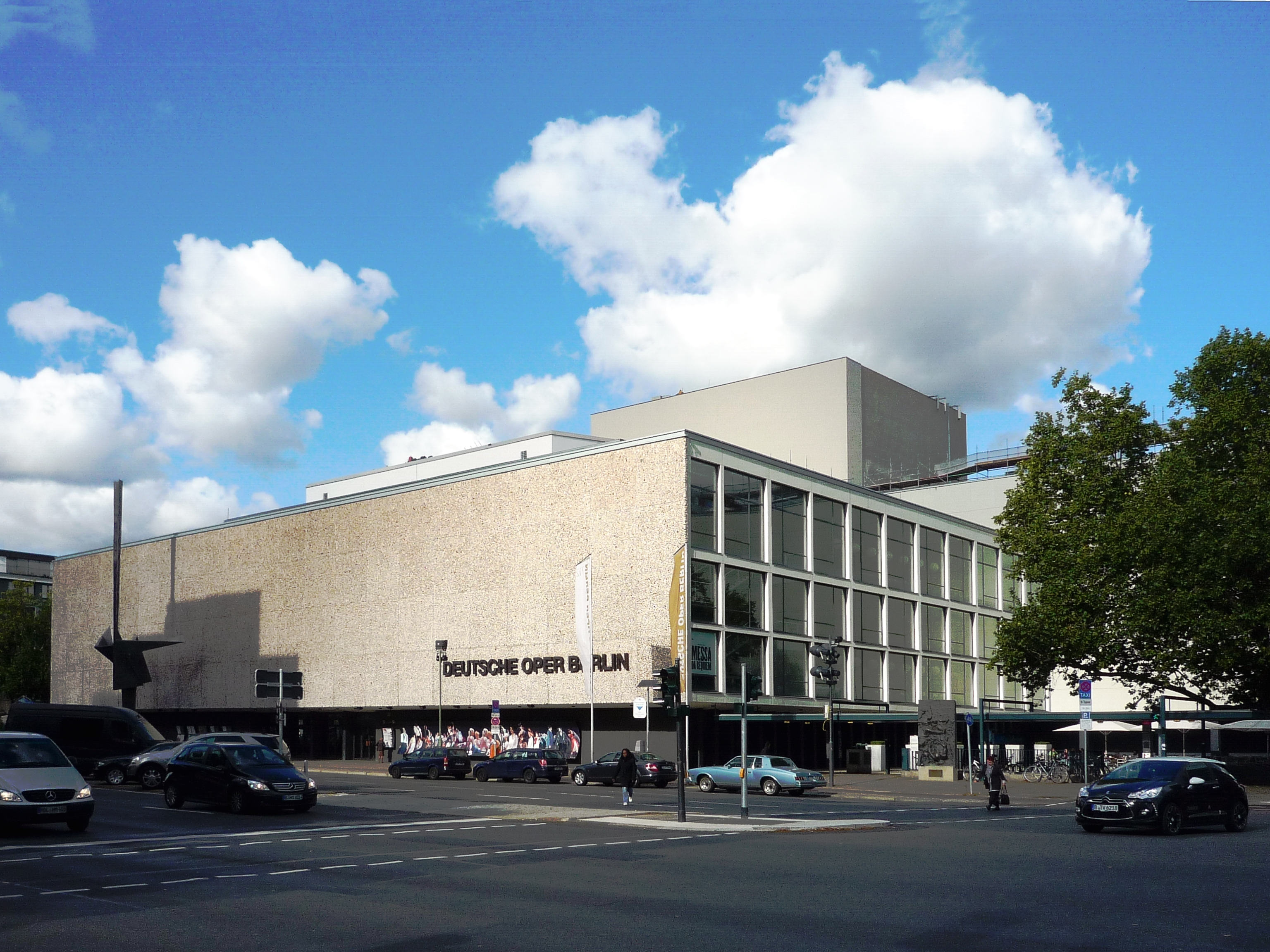
Ópera Alemã de Berlim.
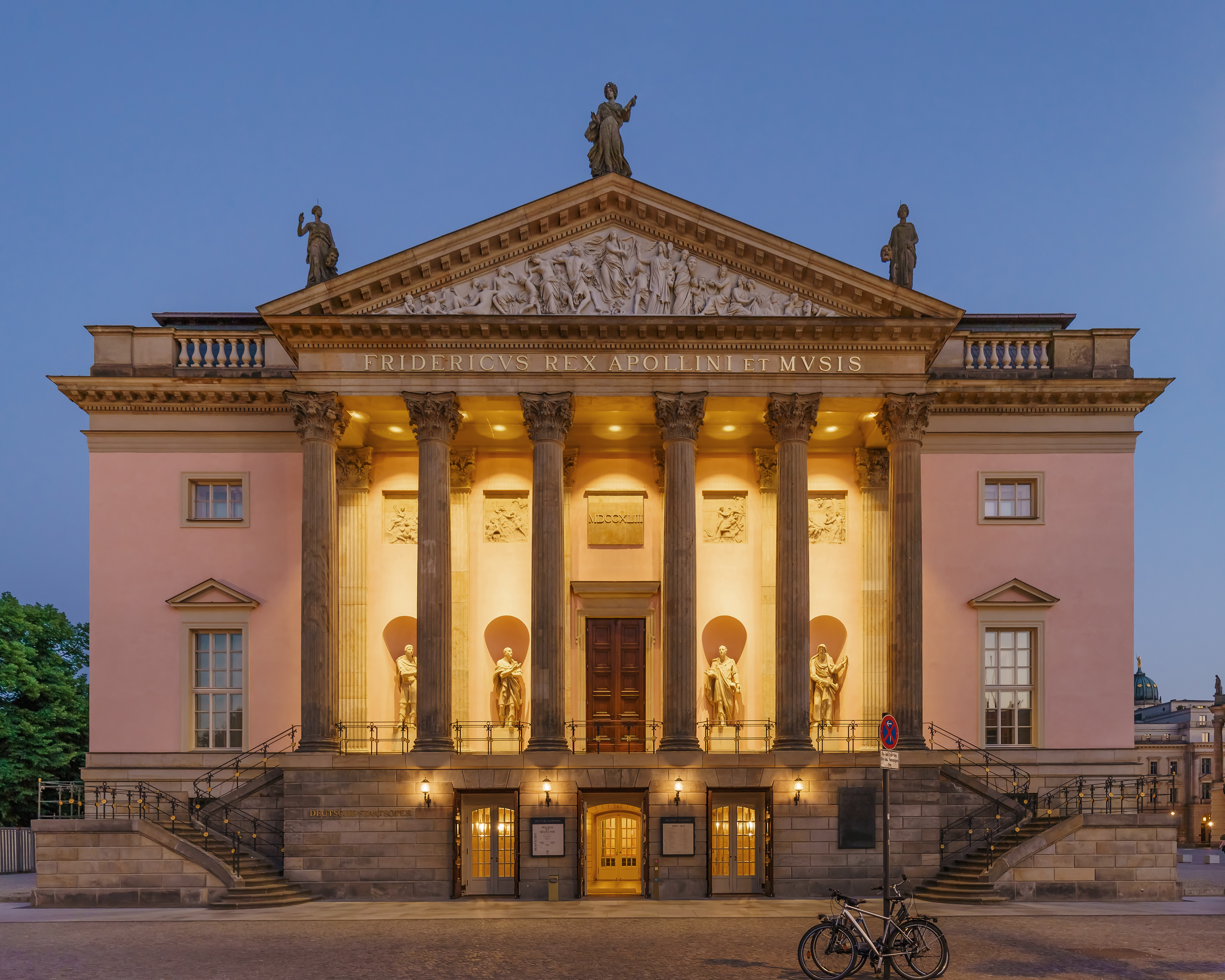
Ópera Estatal de Berlim.
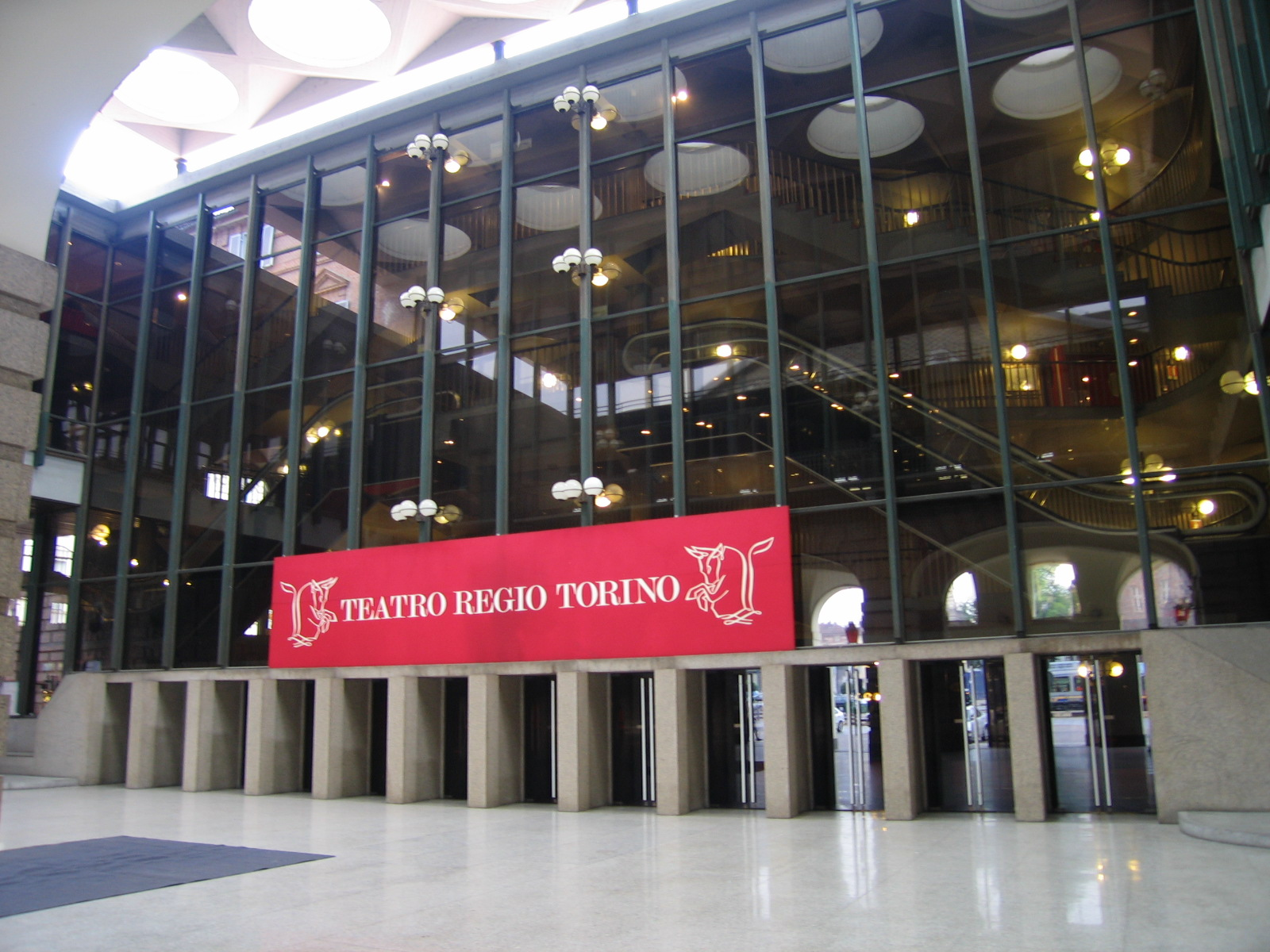
Teatro Regio di Torino.
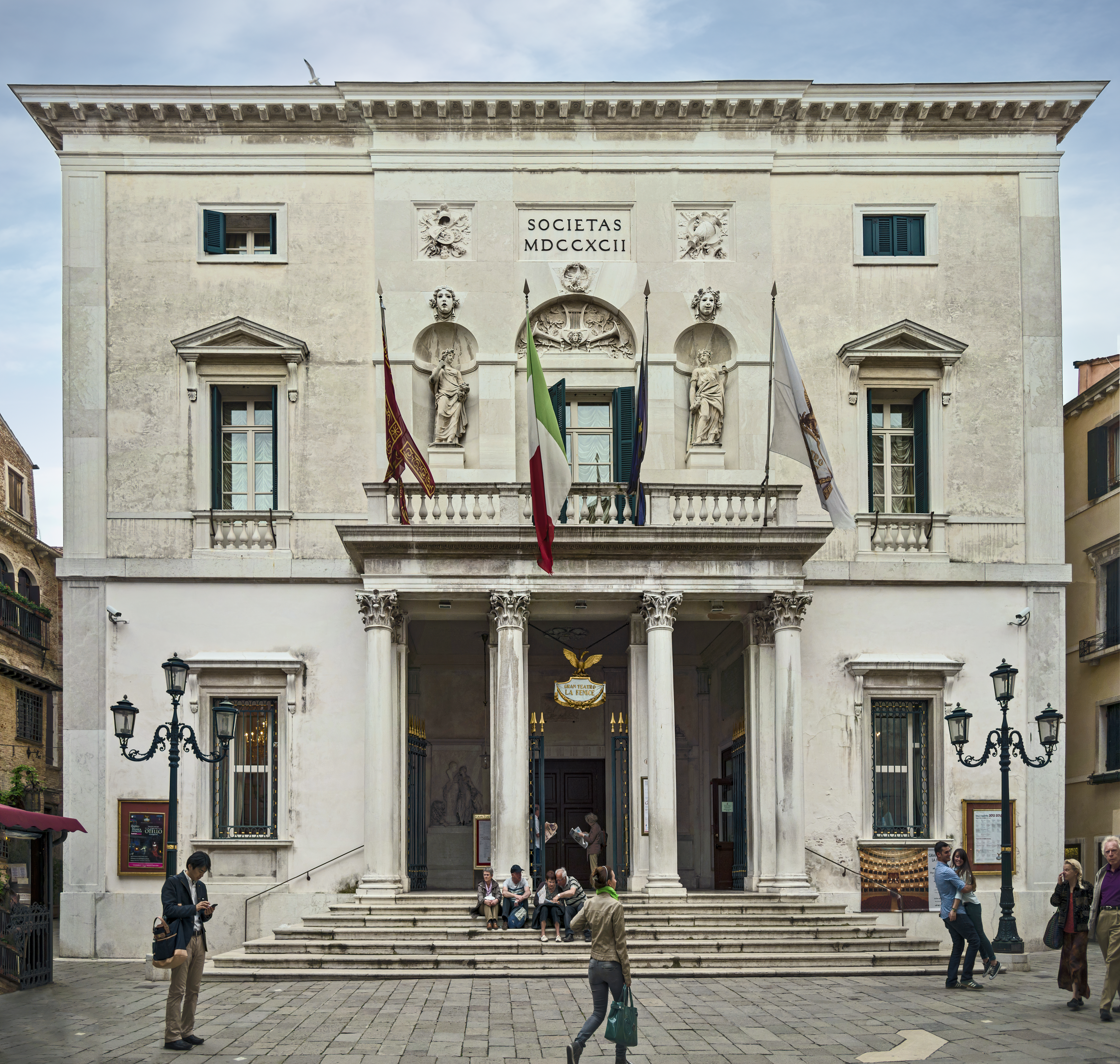
Teatro La Fenice, Veneza.
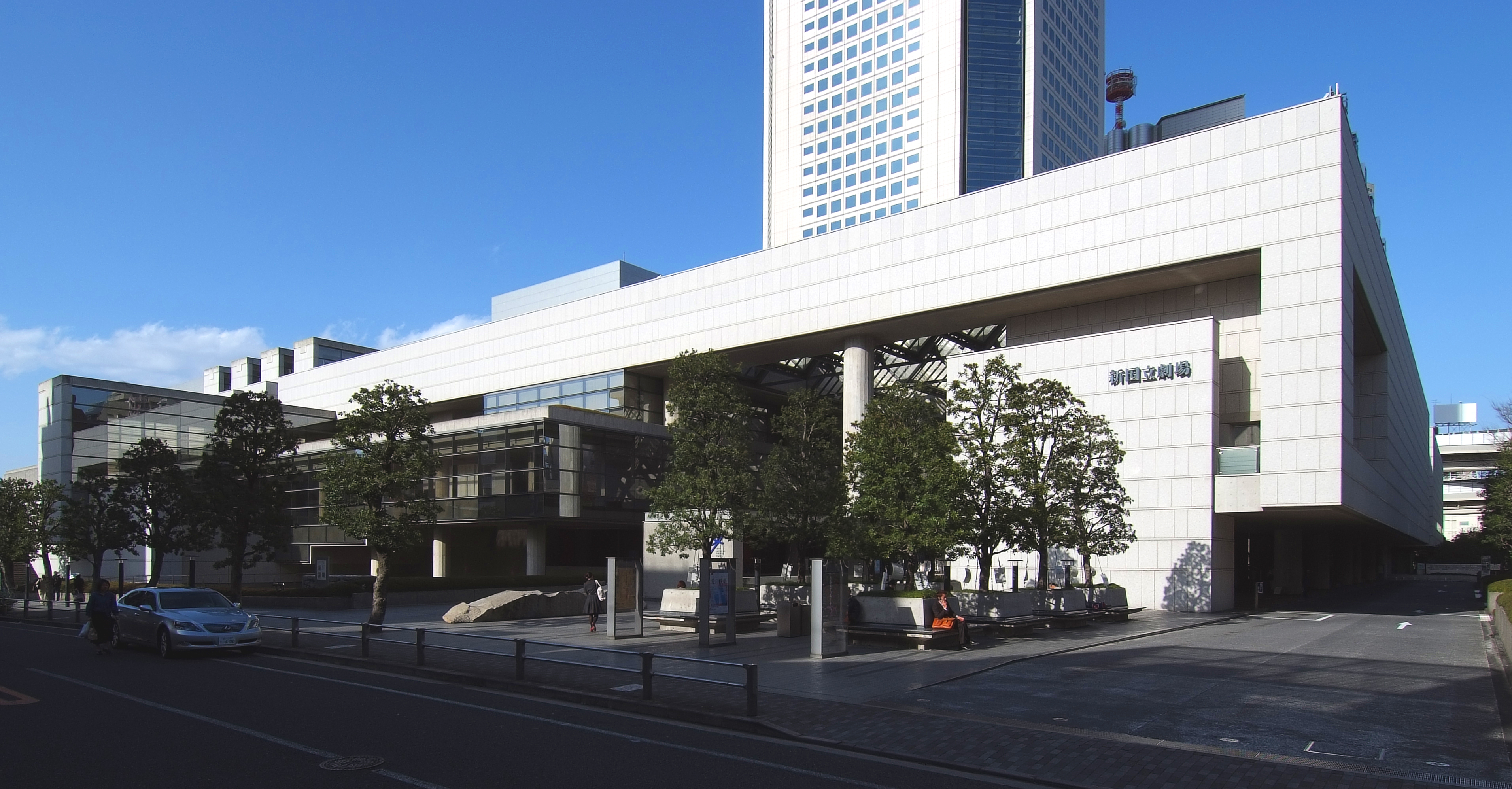
Novo Teatro Nacional de Tóquio, Japão.
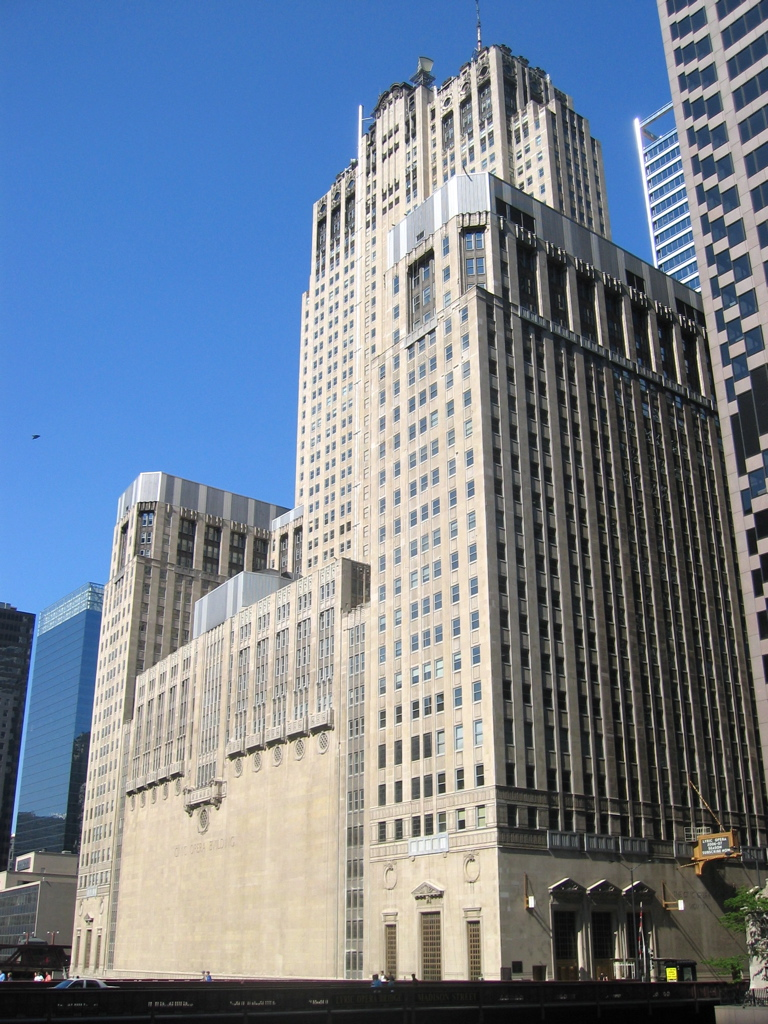
A Civic Opera House, Chicago.
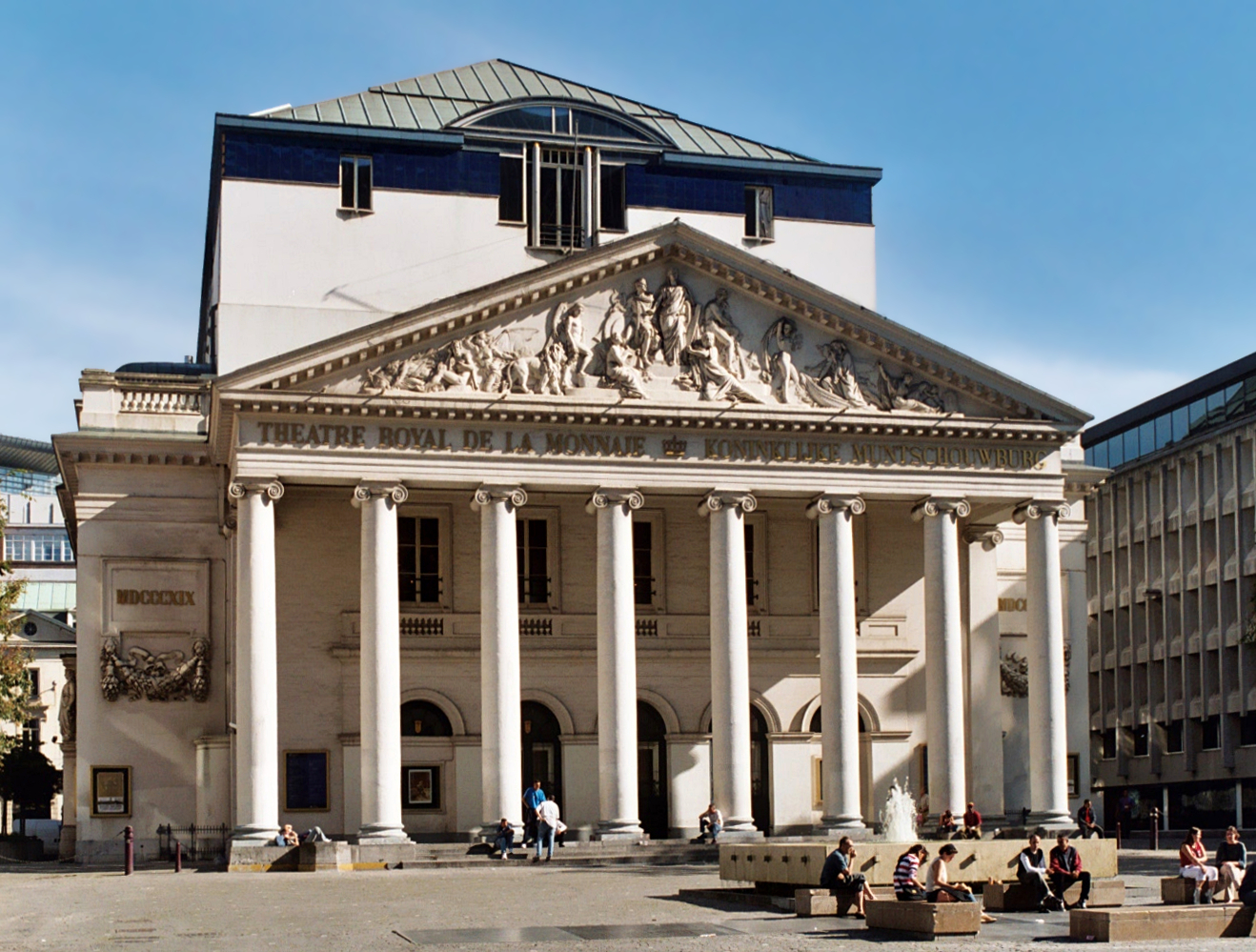
De Munt/La Monnaie em Bruxelas, Bélgica.
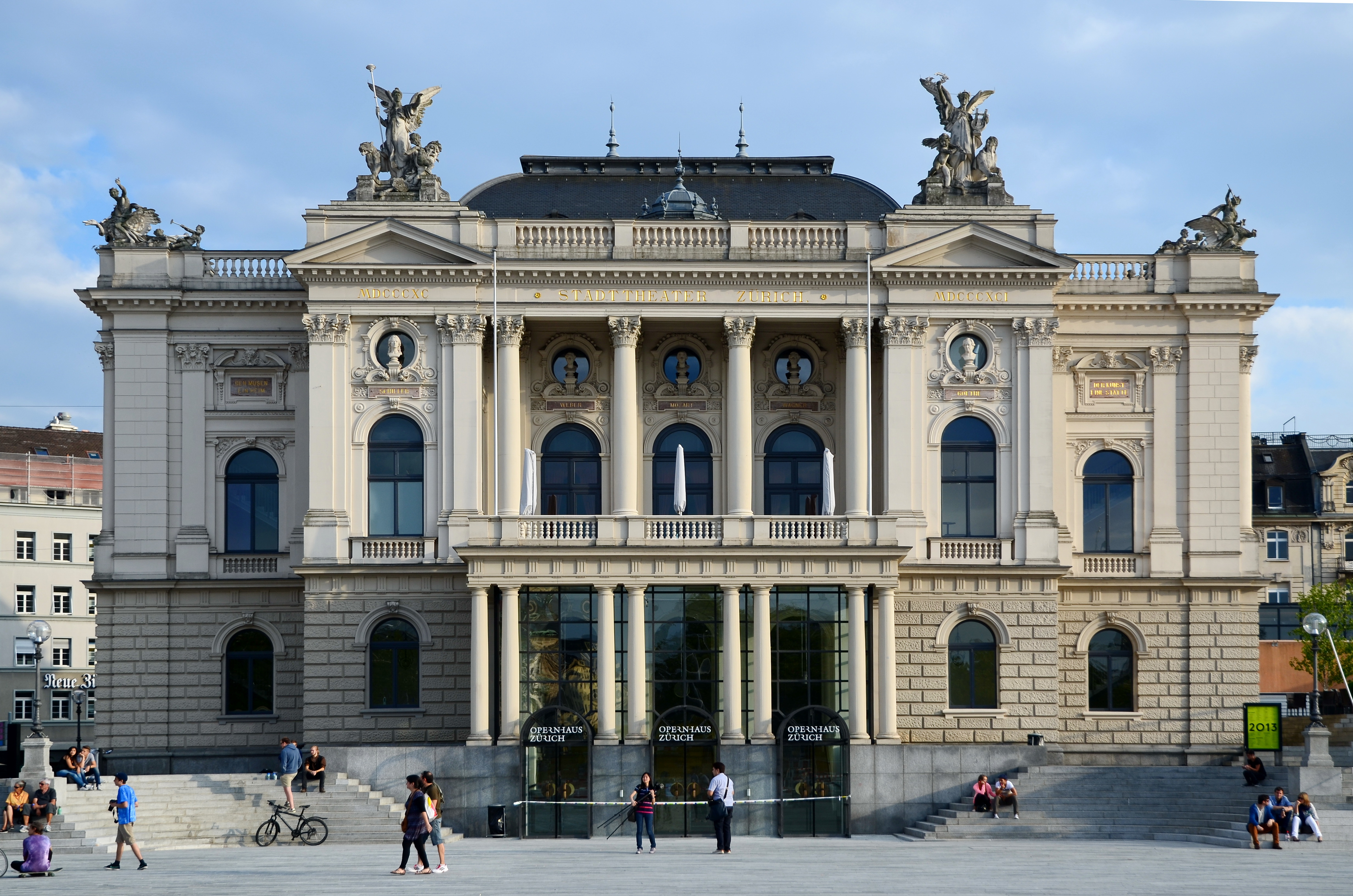
Casa de Ópera de Zurique.
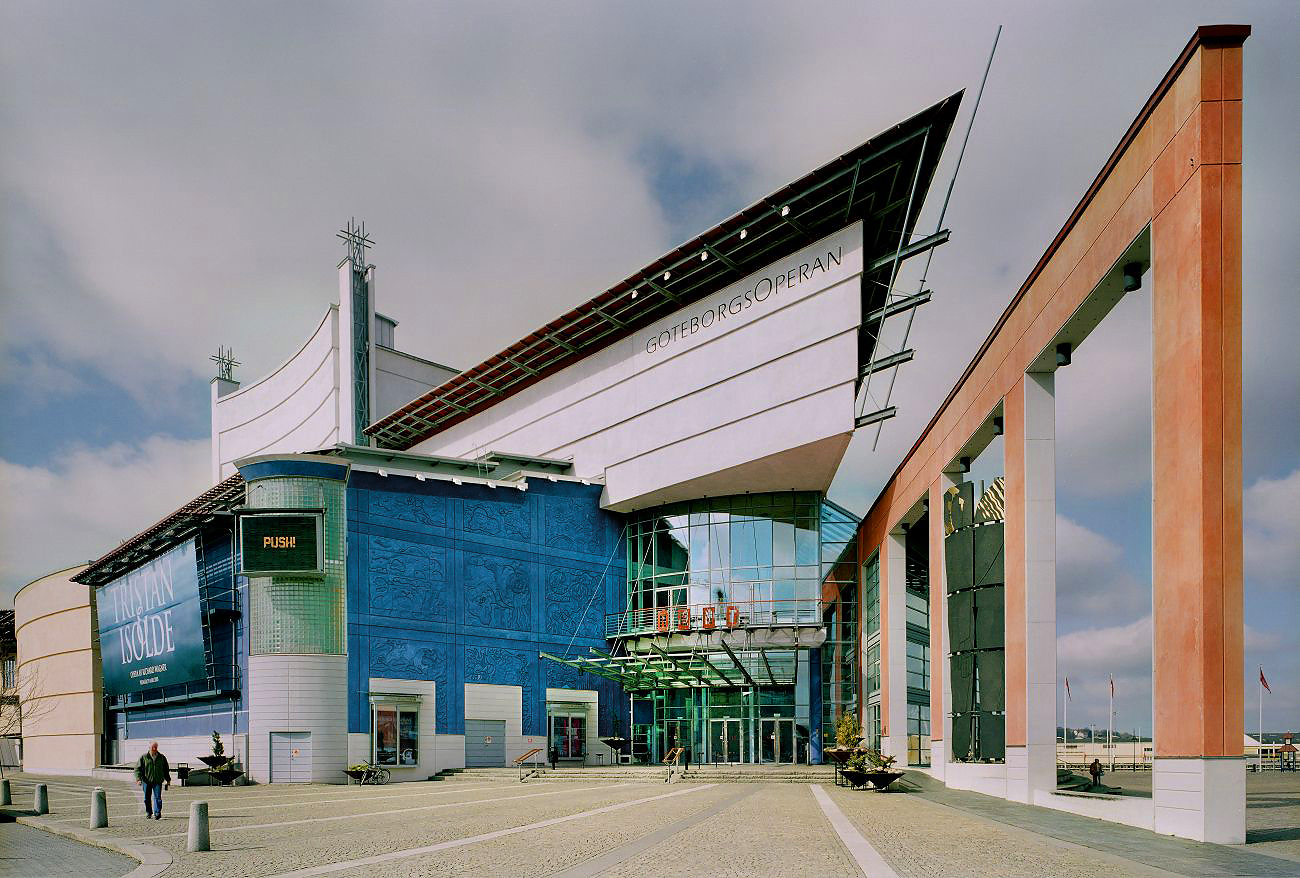
Ópera de Gotemburgo.
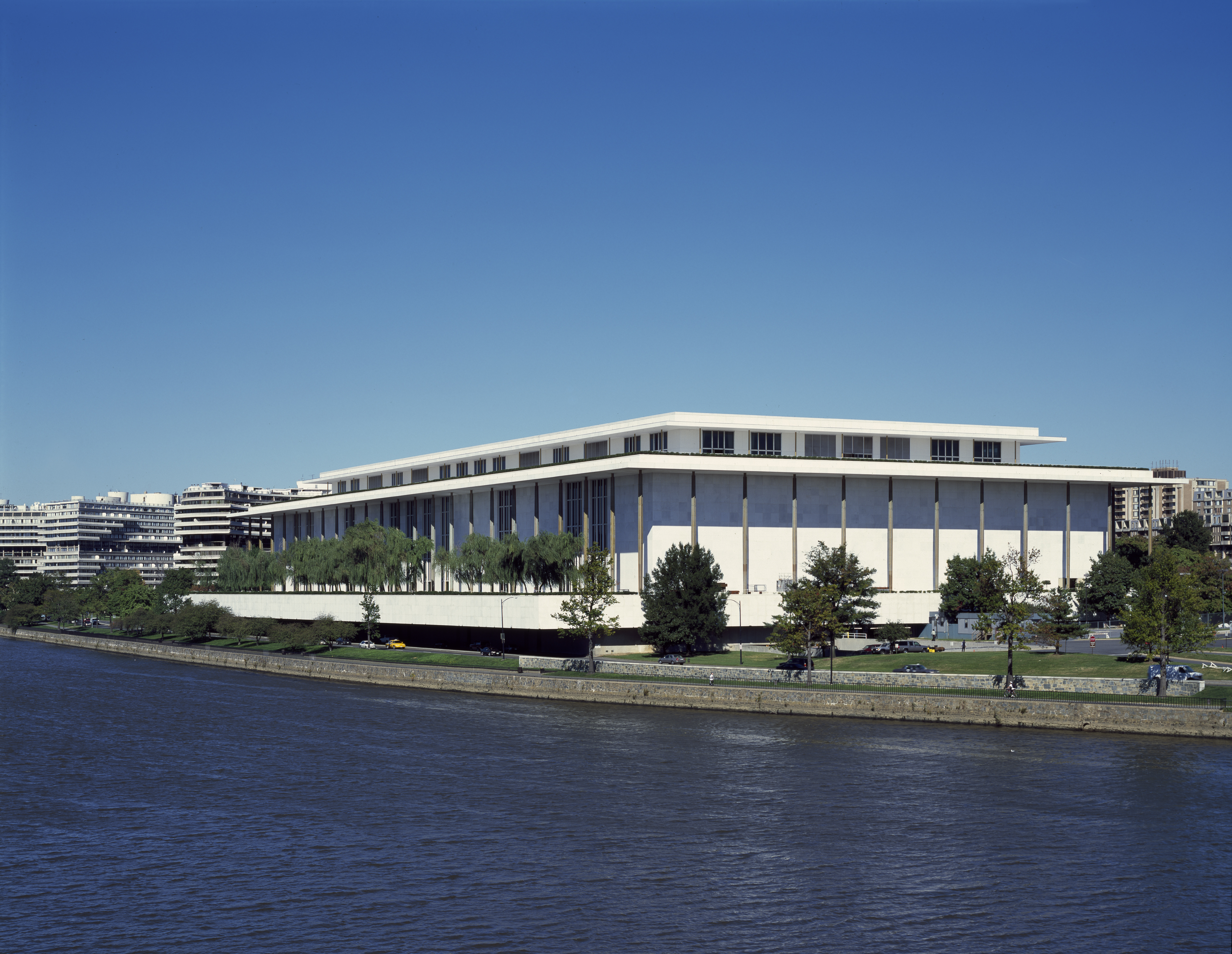
Centro John F. Kennedy de Artes Cênicas, Washington, D.C..
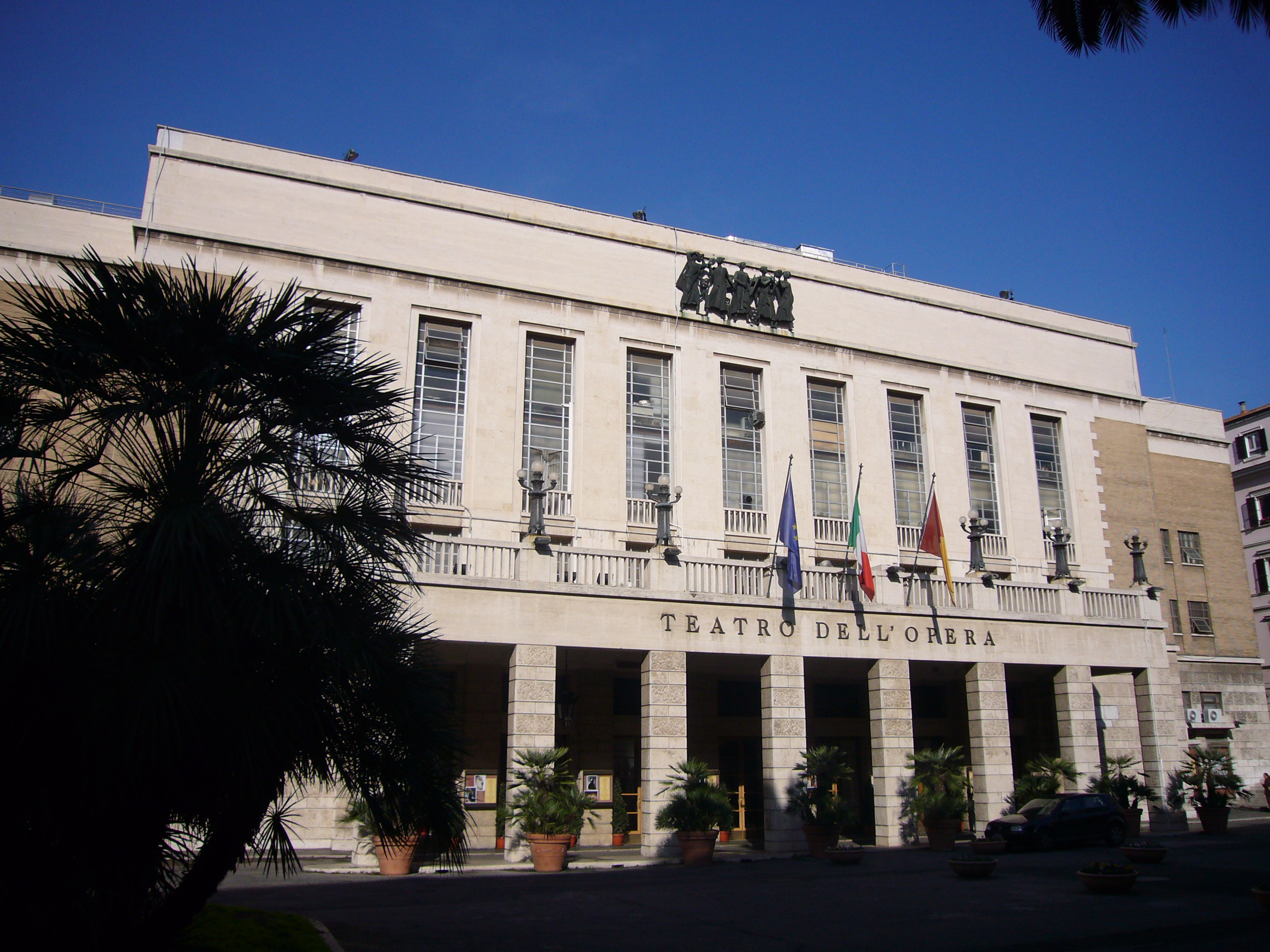
Teatro da Ópera de Roma.
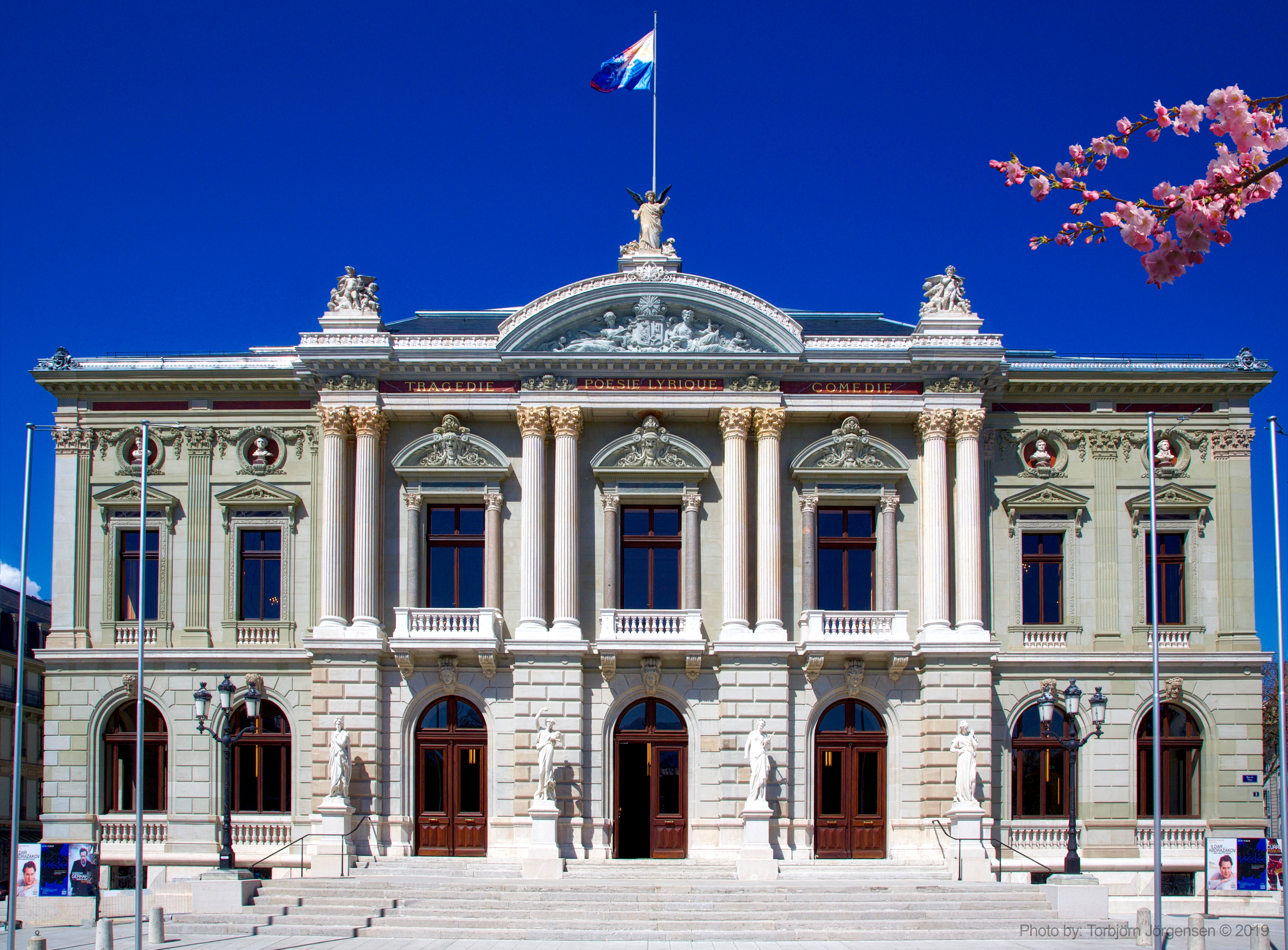
Grande Teatro de Genebra.
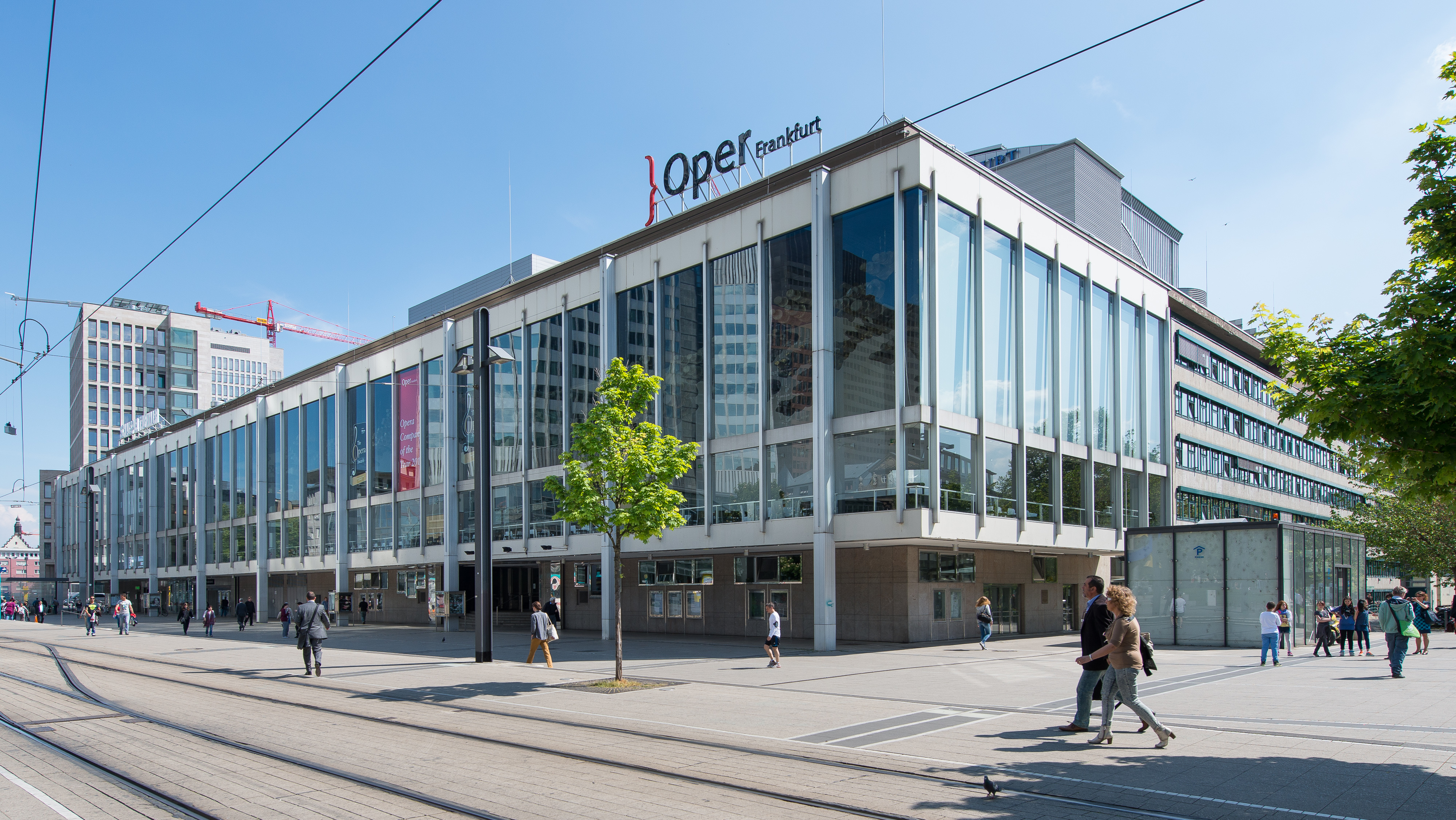
A Casa de Ópera de Frankfurt, Alemanha.
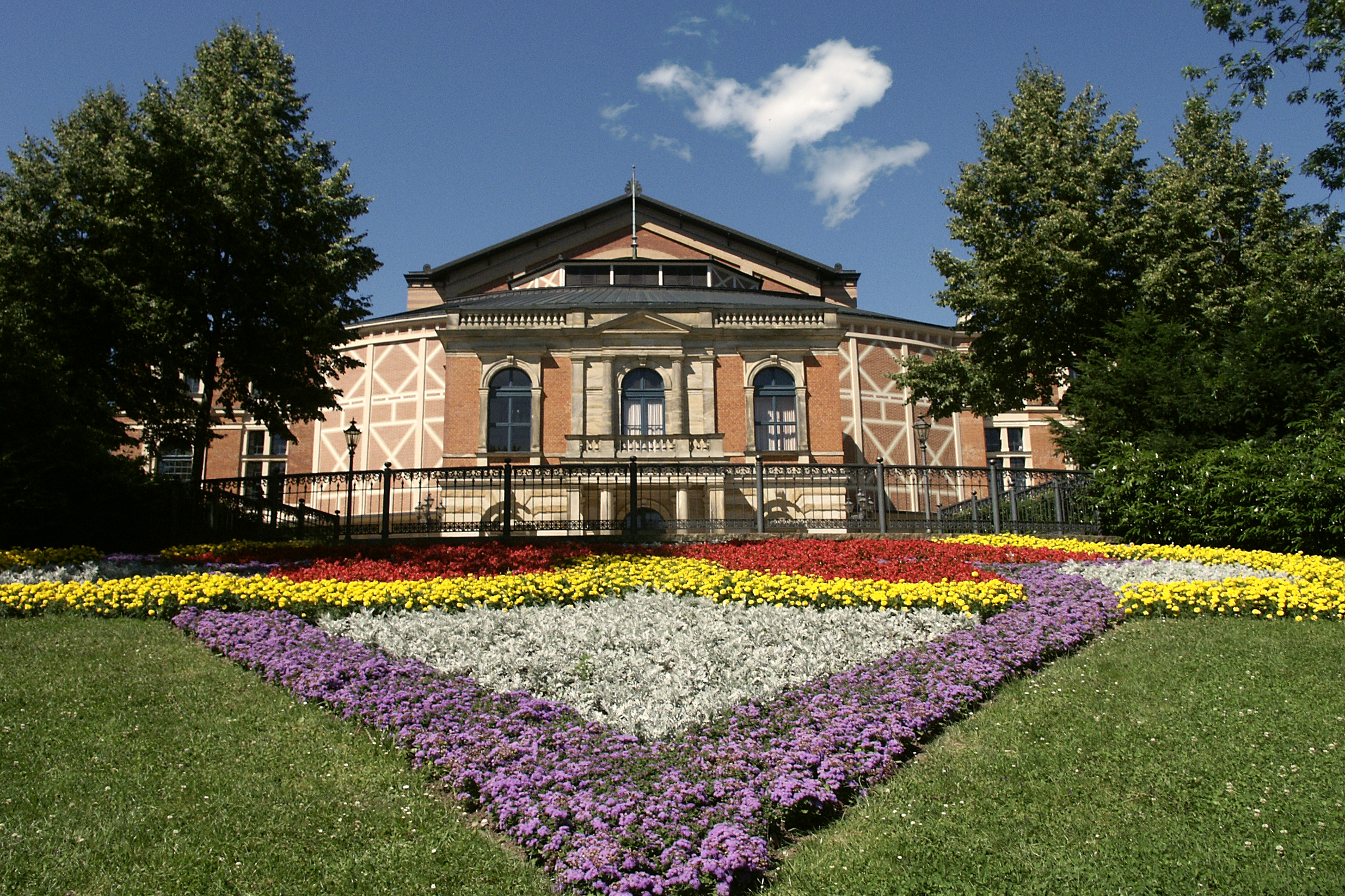
Bayreuth Festspielhaus.